# James Madison

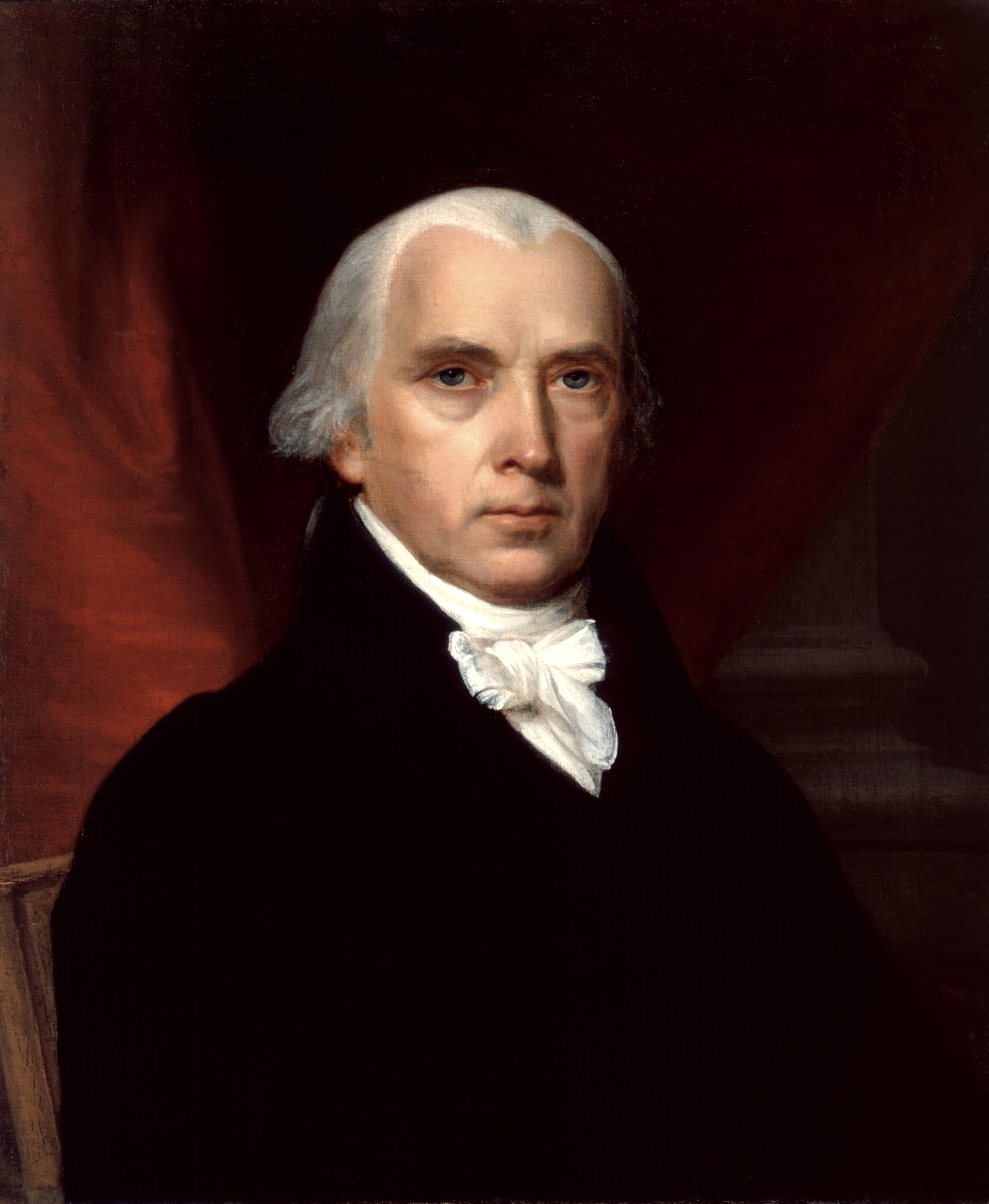
James Madison
(John Vanderlyn, 1816)

James Madison (* 5. Märzjul. / 16. März 1751greg. in Port Conway, King George County, Kolonie Virginia; † 28. Juni 1836 in Montpelier, Virginia) war von 1809 bis 1817 der vierte Präsident der Vereinigten Staaten, zu deren Gründervätern er gezählt wird.
Madison wuchs in einer wohlhabenden Pflanzerfamilie in Virginia auf, das damals noch zu den 12 britischen Kolonien in Nordamerika gehörte. Während der Amerikanischen Revolution war er Mitglied der Virginia Convention und 1776 an deren Grundrechteerklärung, der Virginia Declaration of Rights, beteiligt. Von 1777 bis 1779 war er Mitglied des Governor’s Council seines Heimatstaats, von 1780 bis 1783 Abgeordneter im Kontinentalkongress und von 1784 bis 1786 Abgeordneter der Virginia General Assembly. 1787 entwarf er beim Verfassungskonvent den auf den Ideen der Aufklärung basierenden Virginia-Plan, der zur Grundlage der Verfassung der Vereinigten Staaten wurde. Als Co-Autor der Federalist Papers, dem bis heute maßgeblichen Kommentar zur Verfassung, trug er wesentlich zu deren Akzeptanz bei. Einige Jahre später konzipierte er mit der Bill of Rights auch die ersten zehn Verfassungszusätze.
Als Abgeordneter im Repräsentantenhaus der inzwischen unabhängig gewordenen Vereinigten Staaten von 1789 bis 1796 wandte er sich gegen die Politik des Finanzministers Alexander Hamilton und seiner Föderalistischen Partei. In der Außenpolitik kritisierte Madison den frankreichfeindlichen Kurs der Regierung. Als Reaktion gründete er mit seinem Freund Thomas Jefferson die Demokratisch-Republikanische Partei.
Jefferson gewann die Präsidentschaftswahl im Jahr 1800 und ernannte Madison zum Außenminister. In diesem Amt organisierte er 1803 den Louisiana Purchase, also den Kauf der französischen Kolonie Louisiana. Auf die Kaperung amerikanischer durch britische Schiffe reagierte die US-Regierung 1806 auf Madisons Betreiben hin mit einem Handelsembargo.
Madison folgte Jefferson 1809 ins Präsidentenamt nach. Seine Präsidentschaft wurde gleichfalls von der Auseinandersetzung mit den Briten geprägt. Nachdem das Embargo endgültig gescheitert war, erklärte er dem Vereinigten Königreich den Krieg von 1812, der bis 1815 dauerte. Nach wiederholten Niederlagen, die im Brand der Hauptstadt Washington gipfelten, gelang es, die Briten mehrfach zu besiegen und schließlich im Frieden von Gent den Vorkriegszustand wiederherzustellen. Die erfolgreiche Verteidigung gegen die ehemalige Kolonialmacht führte dazu, dass die amerikanische Öffentlichkeit den Kriegsausgang als Sieg interpretierte. Am Ende seiner Amtszeit erreichte Madisons Popularität deshalb einen Höhepunkt. Sein Nachfolger wurde sein Freund James Monroe.
Seinen Ruhestand verbrachte Madison als Elder Statesman auf seiner Plantage Montpelier, wo er nach langer Krankheit starb. Infolge des Zusammenbruchs der Tabakwirtschaft verarmte er und ließ seine Sklaven nicht frei, obwohl er die Sklaverei eigentlich ablehnte.

## Leben

### Familie und Bildung

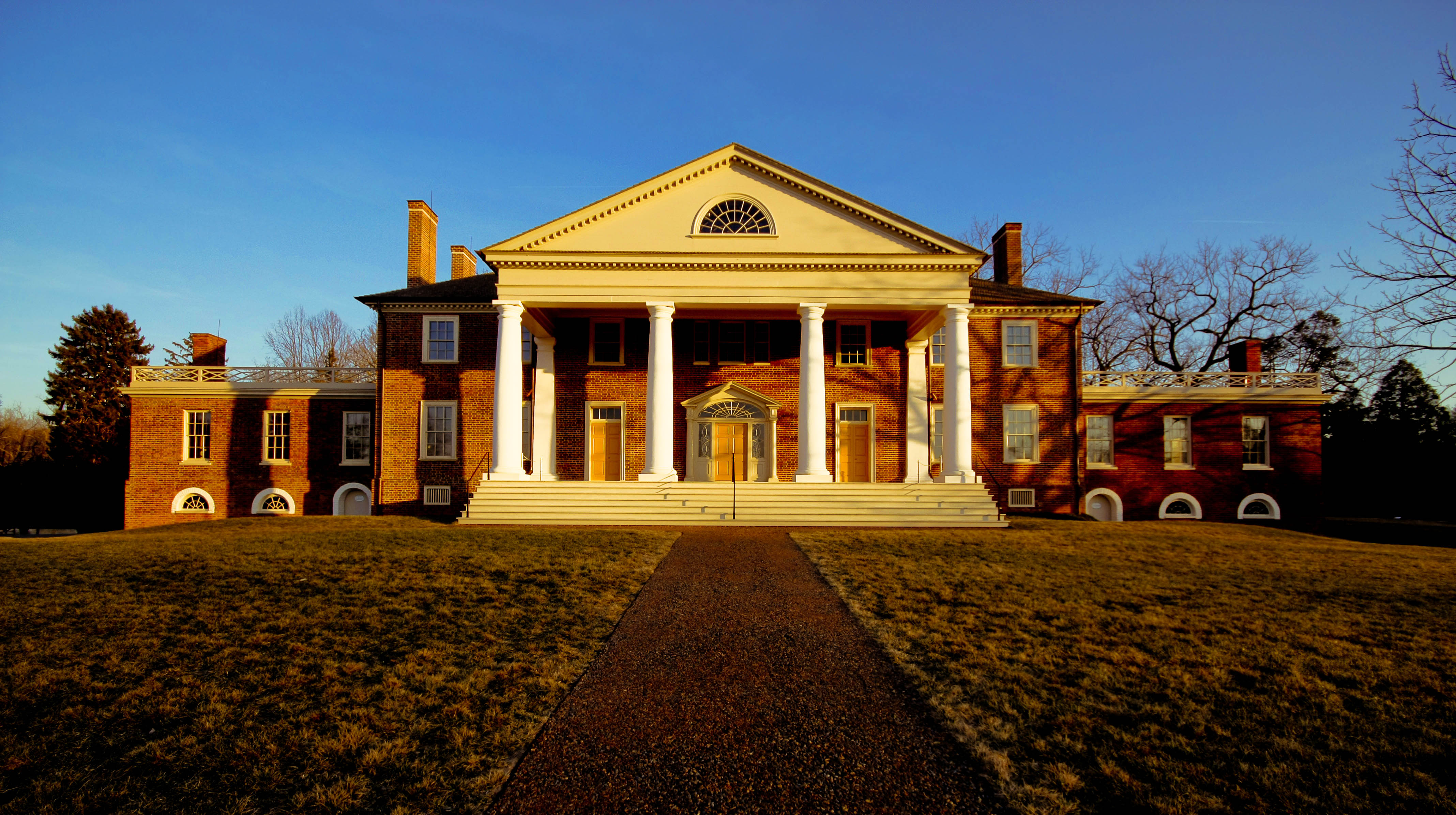
Die Plantage der Madisons, Montpelier (Erst seit den 1780ern ist die Namensnutzung belegbar).

Madison war das älteste von acht Kindern von James Madison Sr. (* 27. März 1723; † 27. Februar 1801) und dessen Frau Nelly Conway Madison (* 9. Januar 1731; † 11. Februar 1829), die im September 1749 geheiratet hatten. Er entstammte einer wohlhabenden und seit dem 17. Jahrhundert in der Neuen Welt alteingesessenen Pflanzerfamilie, die sich ihren Platz in der virginischen Oberschicht durch Tabakanbau, vor allem aber durch Heirat in die Familien Taylor, Conway und Catlett gesichert hatte. Madisons Vater war Besitzer von etwa 150 afroamerikanischen Sklaven und 100 Acres Land und somit bedeutendster Plantagenbesitzer im heimischen Orange County. Er übernahm eine Führungsrolle als Justice of the Peace und Vestryman („Sakristan“). Der familiäre Reichtum und die verwandtschaftlichen Beziehungen kamen Madison bei seiner späteren Laufbahn im öffentlichen Dienst zugute.
Im Vergleich zu ihrem Umfeld waren die Madisons als vergleichsweise milde Sklavenhalter bekannt. James Madison hatte ein ambivalentes Verhältnis zur Sklaverei. Einerseits war sie für ihn unvereinbar mit den Ideen der amerikanischen Union, aber aus ökonomischen Gründen hielt er selbst an ihr fest. Wie viele heranwachsende Pflanzer dieser Zeit schloss er Freundschaften mit Kindern von Sklaven seines Vaters, die Unterdrückung der Afroamerikaner war für ihn aber eine Selbstverständlichkeit. Dem Biographen Ralph Ketcham zufolge bildete sich bei Madison früh Rassismus und der Glaube an die Überlegenheit der Weißen aus.

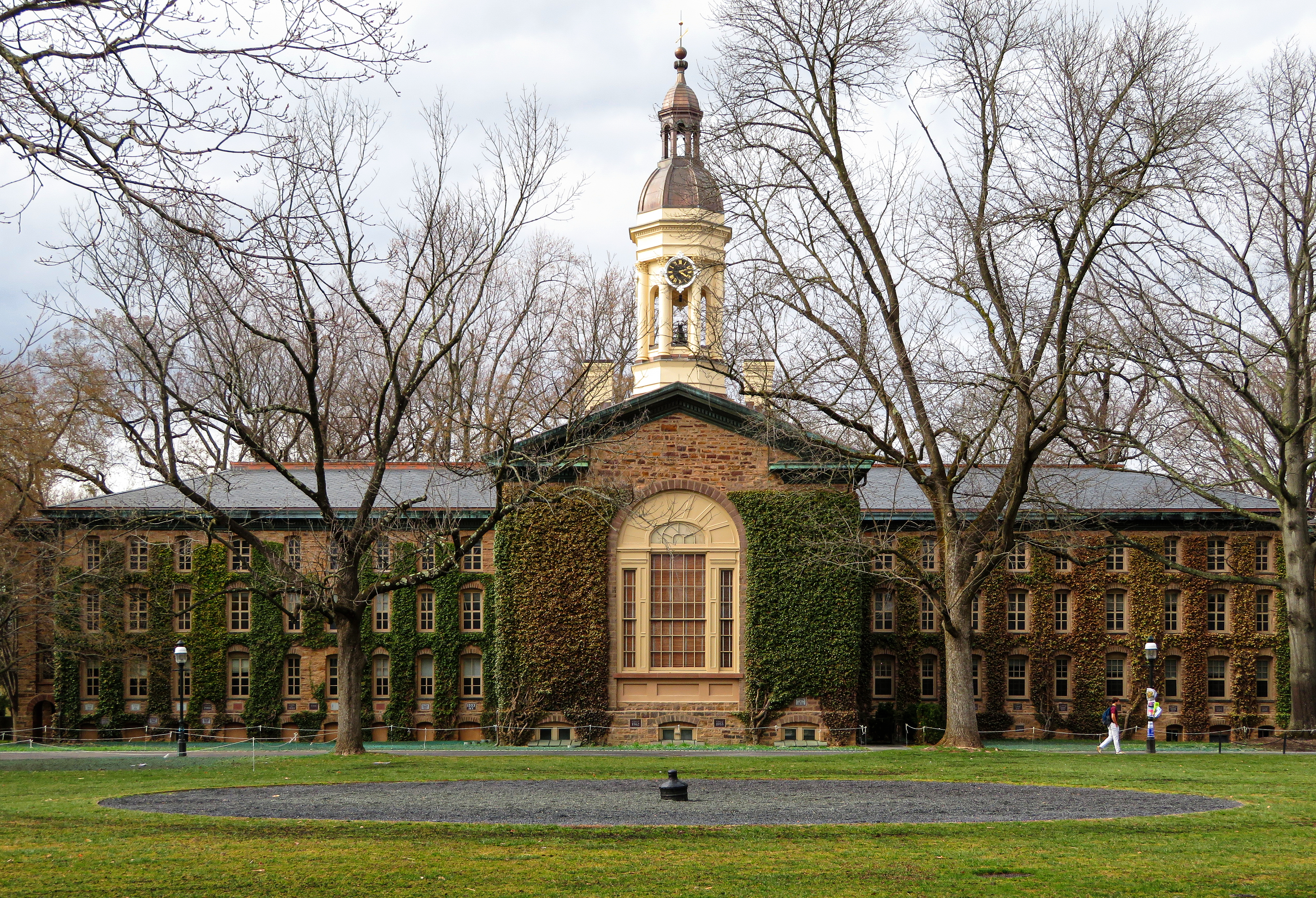
Die Nassau Hall, das älteste Gebäude auf dem Campus der Princeton University und von 1769 bis 1772 Madisons Studentenwohnheim

Madison besuchte von 1762 bis 1767 die angesehene Privatschule Donald Robertsons, wo er Bekanntschaft mit später prominenten Persönlichkeiten wie den Politikern John Taylor of Caroline und John Tyler senior machte und hauptsächlich in den Altsprachen Griechisch und Latein unterrichtet wurde. Anschließend wurde er zwei Jahre lang privat von Thomas Martin unterrichtet, dessen Weltanschauung vom New Light Presbyterianism, also einem liberalen Reformpresbyterianismus geprägt wurde. James Madison Sr. entschied sich wegen der schwächelnden Gesundheit seines Sohnes, ihn mit 18 Jahren – für das 18. Jahrhundert ungewöhnlich spät – an einem College einzuschreiben. Anstelle des virginischen College of William & Mary, dessen Leiter der junge Madison für engstirnige, inkompetente Anglikaner hielt, wählten sie auf Anraten Martins und dessen Bruders Alexander Martin deren Alma Mater, die Princeton University in New Jersey. Unter der Führung solcher Dekane wie Samuel Davies und John Witherspoon hatte sie sich zur fortschrittlichen Hochburg der Whigs und Presbyterianer entwickelt, die viele innovative Lehrmethoden einführte. So bestand das Curriculum nicht nur aus Altsprachen und den römischen und griechischen Klassikern, sondern auch aus modernen Naturwissenschaften und Sprachen. Es wurden aufklärerische Ideen wie die des Naturrechts, der rechtmäßigen Rebellion gegen die Tyrannei und der Religionsfreiheit vertreten, die einen großen Einfluss auf Madisons spätere Weltanschauung hatten. Madison studierte auf Grund seines vorangegangenen Privatunterrichts und seines Fleißes nur zwei Jahre lang und kehrte nach einem weiteren Ausbildungsjahr bei Witherspoon nach Virginia zurück, wo er von 1772 bis 1775 ein breit gefächertes Selbststudium betrieb. Seine Universitätsbildung brachte ihm neben einer Kenntnis der Ideen der Aufklärung Kontakte mit Kommilitonen wie Hugh Henry Brackenridge, Philip Freneau und William Bradford ein.

### Frühe politische Karriere

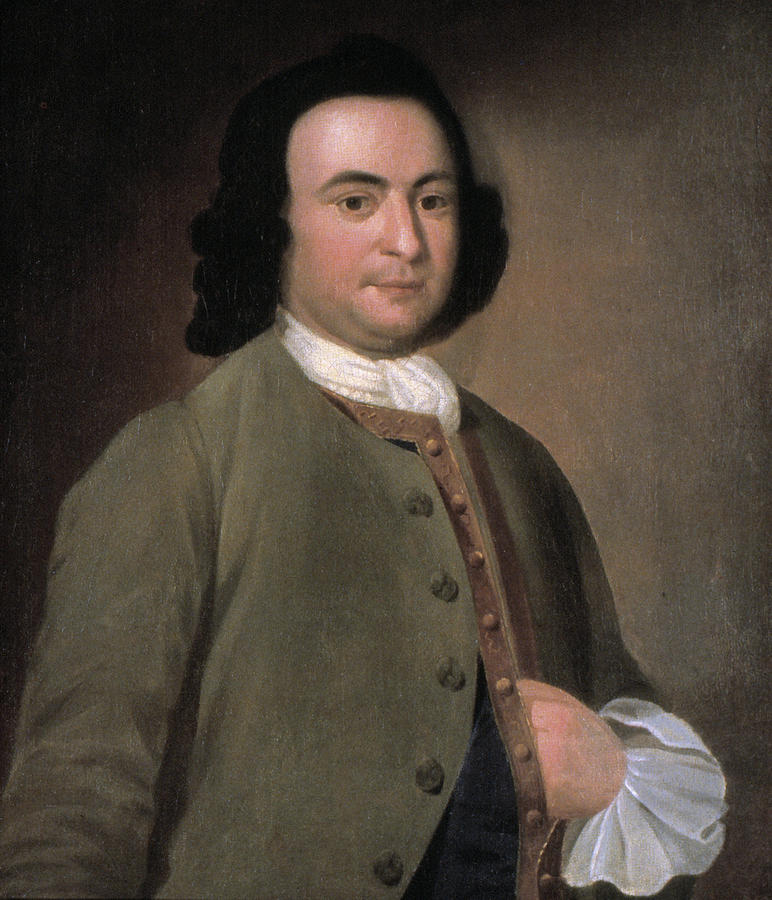
George Mason (Dominic W. Boudet; Original 1750 von John Hesselius)

Die Madisons schlossen sich wohl früh den patriotischen Protesten der beginnenden Amerikanischen Revolution gegen das britische Parlament und dessen Stamp Act und Townshend Acts an und boykottierten wie viele weitere Kolonisten britische Güter. Madison selbst wurde vom Kriegsfieber mitgerissen und trat für teils gewaltsame Übergriffe gegen Loyalisten ein. Ende 1774 wurde Madison Teil des von seinem Vater geleiteten „Committee of Safety“ von Orange County, das als Übergangsverwaltung der Countys diente. Nachdem 1775 mit den Gefechten von Lexington und Concord der Amerikanische Unabhängigkeitskrieg ausbrach, trat Madison als Colonel der Miliz von Orange County bei, der sein Vater als County Lieutenant vorstand. Seine „entmutigende Schwäche“ (englisch discouraging feebleness) behinderte jedoch seine Beteiligung an Kampfhandlungen und beendete seinen Dienst für die Kontinentalarmee schon im April 1776, als er in die Virginia Convention gewählt wurde. Diese fungierte als provisorische Regierung Virginias und als ein Verfassungskonvent. Resultat war die größtenteils vom Großgrundbesitzer George Mason verfasste Virginia Declaration of Rights, die auf den aufklärerischen Idealen der Freiheit, Gleichheit und Selbstbestimmung beruhte und einen großen Einfluss auf das moderne Demokratieverständnis hatte. Madison, der sich in der hitzigen Debatte allgemein hinter Mason stellte, verhielt sich zunächst zurückhaltend und beteiligte sich erst an der Aussprache um den 16. Artikel. Nach Masons Entwurf gestattete dieser den Bürgern die Toleranz des Staates für freie Religionsausübung (englisch all men should enjoy the fullest toleration in the exercise of religion). Inspiriert wurde dies von John Lockes Brief über die Toleranz. Stattdessen forderte Madison, der von einem fortschrittlichen Verständnis der Trennung zwischen Staat und Kirche motiviert war, alle Menschen gleicherweise zur freien Religionsausübung zu berechtigen (englisch all men are equally entitled to the free exercise of religion) und sie nicht nur zu dulden. Sein Vorschlag, der vom talentierten Redner Patrick Henry dem Konvent übermittelt wurde, überzeugte auch Mason. Radikalere Vorschläge von Madison, z. B. das Ende der Privilegien verschiedener Kirchen, lehnten die Abgeordneten jedoch ab. Mit der Debatte um Religionsfreiheit etablierte sich Madison auf der politischen Bühne Virginias.

### Kontinental- und Konföderationskongress

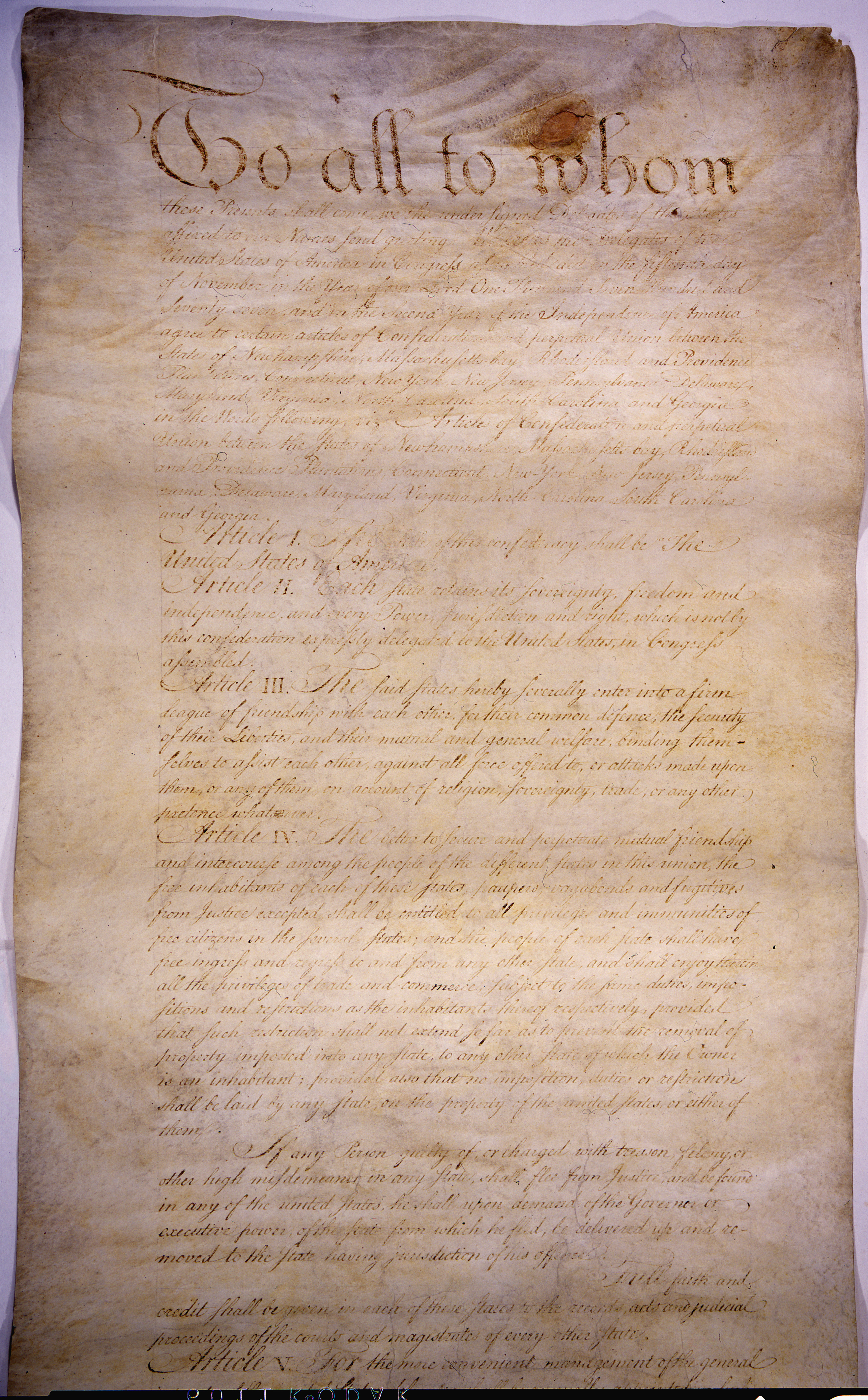
Die Konföderationsartikel

Madison verlor im April 1777 die Wahl zur Virginia General Assembly gegen Charles Porter und geriet ins politische Abseits, weil er die weit verbreitete Praxis ablehnte, Wähler mit alkoholischen Getränken zu ködern. Für ihn kam dies dem Ämterkauf gleich, was einer Republik nicht gebühre. Auf Grund seiner familiären Verbindungen wählte ihn die General Assembly im November 1777 stattdessen in den Governor’s Council. Nachdem er dort einige Jahre mit dem zum Gouverneur gewählten Patrick Henry zusammengearbeitet hatte, traf er im Juni 1779 auf dessen Nachfolger Thomas Jefferson, der bald zu seinem engsten Freund und Vertrauten wurde. Angebote zu einer diplomatischen Mission oder eine Amtszeit als Abgeordneter lehnte er zunächst ab. Im Dezember 1779 wurde er schließlich in den Kontinentalkongress gewählt, der Bundesregierung der Vereinigten Staaten, und trat seinen Posten 1780 an. Weil nur die Bundesstaaten Steuern und Zölle erheben durften, fehlte es dem zweiten Kontinentalkongress an Geld und damit an Macht. Der Umstieg auf den Druck von Papiergeld in Form des Kontinental-Dollars verursachte nur eine massive Inflation. Kurz nach der Ankunft Madisons im Tagungsort Philadelphia wurde die Notenpresse gestoppt und damit die einzige unabhängige Einnahmequelle des Kongresses eingestellt und der Kontinental-Dollar im Verhältnis von 40 zu 1 aufgelöst, was einer Bankrotterklärung gleichkam. Dieser Schwäche waren sich viele Abgeordnete bewusst; oft fehlte sogar ein Quorum. Manchen reichten die Diäten nicht mal zum Aufenthalt im Tagungsort Philadelphia. Madison informierte sich vor seiner Amtszeit über diese finanzpolitischen Probleme, sammelte seine Schlüsse im Essay Money (zu Deutsch: Geld) und entschied sich, dass diese Inflation durch Kredite aus dem Ausland und höhere Steuern zu lösen sei.
Nachdem Madison in den ersten sechs Monaten als Abgeordneter das politische Geschehen in der damaligen Hauptstadt nur beobachtet hatte, involvierte er sich in den Debatten um die US-amerikanische Außenpolitik. In diesen festigte er seine späteren außenpolitischen Grundsätze. Als Reaktion auf Korruptionsvorwürfe, die 1779 die Beziehung zum kriegsentscheidenden Alliierten Frankreich beschädigt hatten, hatte sich im Kongress um die einflussreichen Politiker Richard Henry Lee und Samuel Adams die „Lee-Adams faction“ gebildet. Neben Frankophobie und Isolationismus kennzeichnete diese Gruppe Misstrauen gegenüber der Bundesregierung. Diese war für die amerikanischen Kolonien nämlich ein Novum. Madison betrachtete Frankreich hingegen als ein essentielles Gegengewicht zu Großbritannien, das man ausnutzen müsste. Dafür steckte er mehrmals Vorwürfe ein, die französische Krone zum neuen Kolonial-Herren über Amerika erheben zu wollen. Auch die Beziehung zum Alliierten Spanien war wegen Disputen um den Mississippi River, einem zentralen Verkehrsweg des nordamerikanischen Handels, angeschlagen. Madison meinte, dass die Vereinigten Staaten einen Rechtsanspruch auf das rechte Ufer des Mississippi hätten und dass Spanien ihr die Nutzung des Flusses nicht verweigern dürfte. Des Weiteren hätten die Bürger der Vereinigten Staaten ein natürliches Anrecht auf dessen Besiedelung (vgl. Manifest Destiny).
Für Madison war klar, dass die Konföderationsartikel, die 1781 adoptierte Verfassung der Vereinigten Staaten, keine Basis für eine eigenständige, souveräne Nation seien. Insbesondere kritisierte er die Schwäche der Bundesregierung. Um diese Idee scharten sich die „Nationalisten“, zu denen neben ihm Alexander Hamilton, Gouverneur Morris und der Finanzminister Robert Morris gezählt werden. Die eher jungen Politiker schätzten Frankreich als Alliierten und für seine Aufklärer und forderten eine Stärkung der Vereinigten Staaten und deren Bundesregierung. Gefördert wurden sie von älteren Politikern wie Benjamin Franklin und George Washington. Einer der ersten Vorschläge Madisons war ein Zusatzartikel zu den Konföderationsartikeln. Dieser hätte die Bundesregierung berechtigt, die Einzelstaaten notfalls mit militärischen Mitteln zum Gehorsam zu bringen. Sein radikaler Vorschlag fand im Konföderationskongress keine Mehrheit. Auch die Finanzreformen von Morris scheiterten trotz weitgehender Kompromissbereitschaft auf Seiten der Nationalisten am Veto des kleinsten Staates Rhode Island.

### Virginische Landespolitik

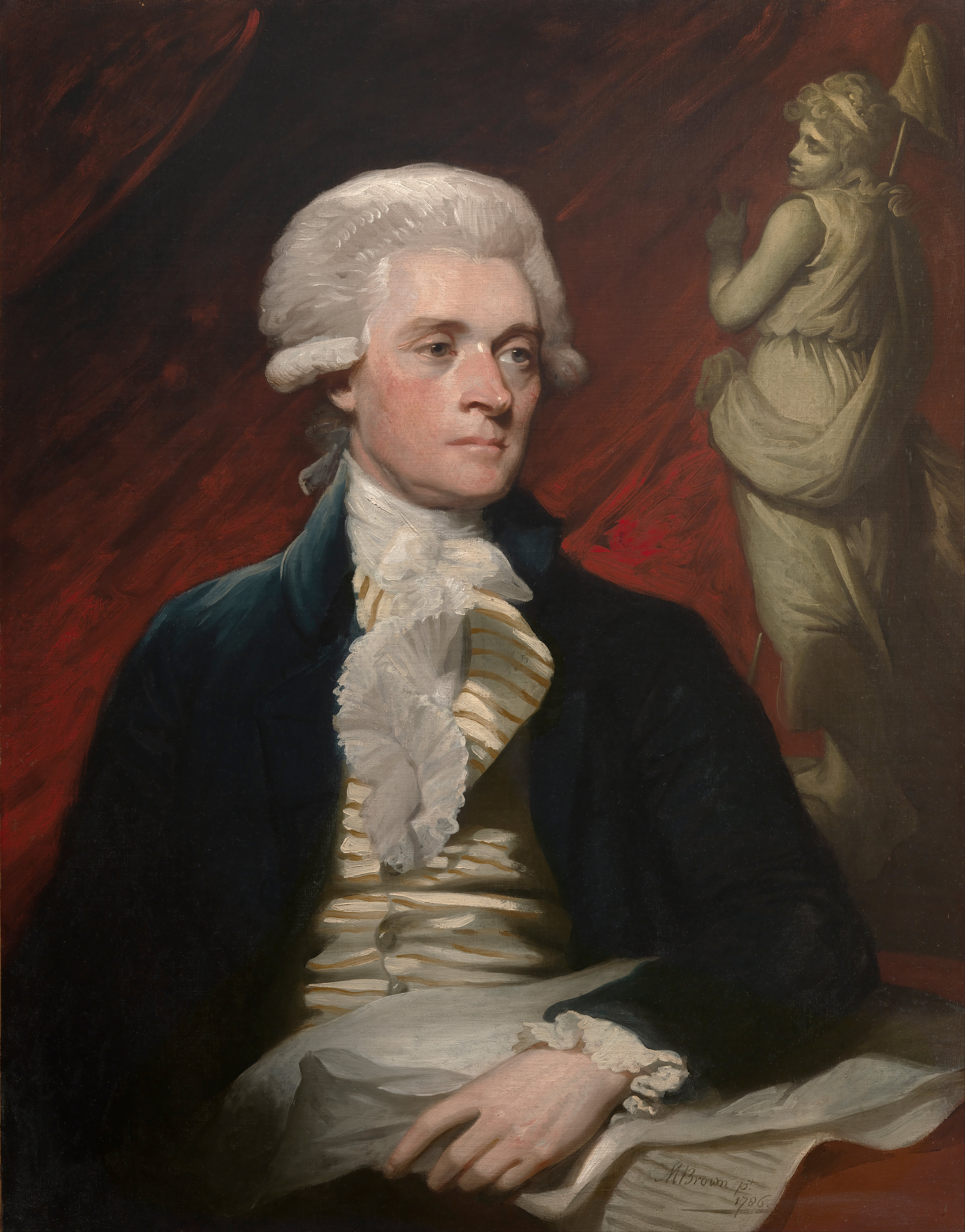
Thomas Jefferson (Mather Brown, 1786)

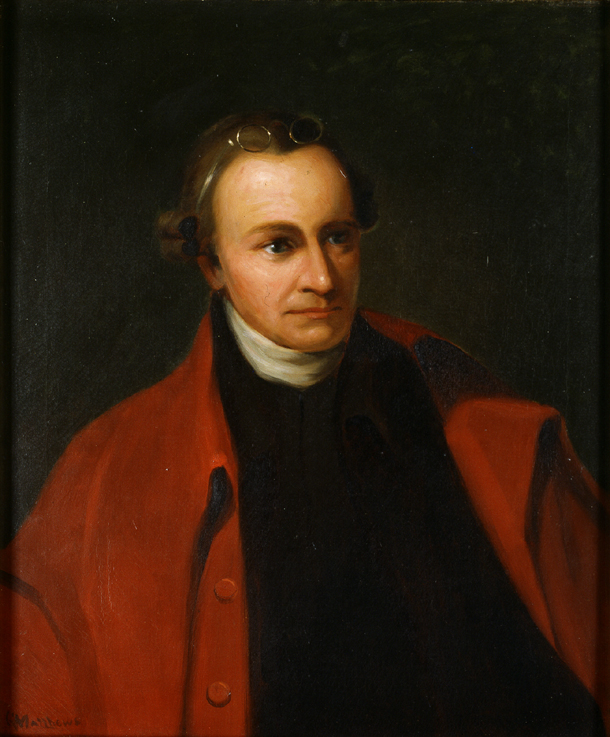
Patrick Henry (George Bagby Matthews, etwa 1891)

Madison schied Ende 1783 wegen der Beschränkung der Amtsdauer auf drei einjährige Amtszeiten aus dem Kontinentalkongress aus und zog sich auf Montpelier zurück. Wie viele Zeitgenossen beschäftigte Madison sich auch mit Naturwissenschaften und wurde am 22. Januar 1785 in die American Philosophical Society aufgenommen.
1784 wurde Madison in das Abgeordnetenhaus von Virginia gewählt. Schnell wurde er zum Anführer einer Gruppe junger Abgeordneter, die an die von Jefferson, George Wythe und Edmund Pendleton 1776 durchgeführten Reformen anknüpfen wollten. Trotz anfänglicher Erfolge wandte sich der politisch einflussreiche Revolutionsheld Patrick Henry mit seinen polemischen Orationen bald gegen die Reformen, obwohl Madison eigentliche eine Allianz mit ihm gesucht hatte. Er wurde zu einem Erzfeind Madisons und Jeffersons, „für dessen Tod man fromm beten sollte“ (englisch What we have to do I think is devoutly to pray for his death). Ironischerweise unterstützte Madison deshalb im November 1784 Henrys erneute Wahl zum Gouverneur, da er in diesem Amt weniger Macht als in der Legislative innehätte. Trotz dieser Konstellation wurden geringfügige Gesetze schnell verabschiedet. Eine Reform des ineffizienten virginischen Rechtswesens, eine Liberalisierung des Strafgesetzes sowie die Schaffung eines öffentlichen Schulwesens scheiterten hingegen.
Im Herbst 1784 debattierte das Abgeordnetenhaus eine Petition für eine Kirchensteuer, das sogenannte „assesment“. Patrick Henry unterstützte diesen Antrag zum Kampf gegen den „Sittenverfall“ (englisch moral decay), der mit der Abschaffung der Staatskirche („disestablishment“) und dem Rückgang der Religiosität eingekehrt sei. Madison widersprach ihm; die Steuer würde keineswegs den Glauben in Virginia neu erwecken oder den angeblichen Sittenverfall aufheben, sondern die Religionsfreiheit einschränken. Der Staat dürfe seine Bürger nicht dazu zwingen, für die Kirche Geld auszugeben. Er fand dafür keine Mehrheit, konnte aber eine Vertagung des Gesetzes auf die Sitzungsperiode nach der Wahl 1785 erreichen. Der Wähler solle über das Gesetz entscheiden. Besonders die religiösen Minderheiten Virginias – Methodisten, Baptisten, Quäker, Mennoniten, Presbyterianer etc. – fürchteten eine Übermacht der Episkopalkirche, weshalb sie viele Unterstützer der Steuer abwählten und rund 80 Petitionen für die Trennung zwischen Staat und Kirche mit fast 11.000 Unterschriften einreichten. Zu ihnen zählt Madisons zunächst anonym veröffentlichtes Memorial and Remonstrance against Religious Assesments. Darin vertritt er die Ansicht, dass Glaube nur das Gewissen betreffe und dieses eine Privatangelegenheit sei, die nicht vom Staate kontrolliert werden solle. Eine Kirchensteuer könnte als Präzedenzfall dienen, diese Trennung zu missachten und möglicherweise die Staatskirche oder die Inquisition neu einzuführen. Des Weiteren sei das Gesetz nach dem 16. Artikel der Virginia Declaration of Rights verfassungswidrig. Die neu zusammengesetzte Virginia Assembly lehnte nicht nur die Steuer ab, sondern verabschiedete auf Madisons Betreiben die Virginia Statute for Religious Freedom. Das einige Jahre zuvor von Jefferson verfasste Gesetz zur Religionsfreiheit und die Memorial and Remonstrance gelten heute als Kernstücke der amerikanischen Aufklärung.
Die Spannungen mit Spanien um den Mississippi hatten sich mittlerweile so weit verschärft, dass Madrid 1784 den Fluss für US-amerikanischen Handel sperrte. Außenminister John Jay handelte 1786 mit dem spanischen Botschafter Diego de Gardoqui den „Jay-Gardoqui-Vertrag“ aus, der im Gegenzug für ein Handelsabkommen und eine Verteidigungsallianz diesen Zustand für 25 Jahre billigte. So stieß er jedoch den Südstaatlern und Siedlern der Grenzgebiete (Frontier) vor den Kopf, die den Mississippi ausgiebig nutzten. Sie fühlten sich für die Interessen der Nordstaaten an die spanische Krone verkauft. Madison zufolge säe Jay mit solch gewissenlosem Handeln Zwietracht zwischen den Bundesstaaten und der Bundesregierung. Anfang 1787 ließ er sich zum Kampf gegen den Jay-Vorschlag erneut in den Kontinentalkongress wählen, der in der nunmehrigen Hauptstadt New York tagte. Tatsächlich gab es dort bereits eine Mehrheit gegen Jay. Madison hatte seinen Posten bis 1788 inne, reiste jedoch bereits im Frühjahr 1787 zum Verfassungskonvent in Philadelphia.

### Weg zur Verfassung

#### Von Mount Vernon zu Philadelphia

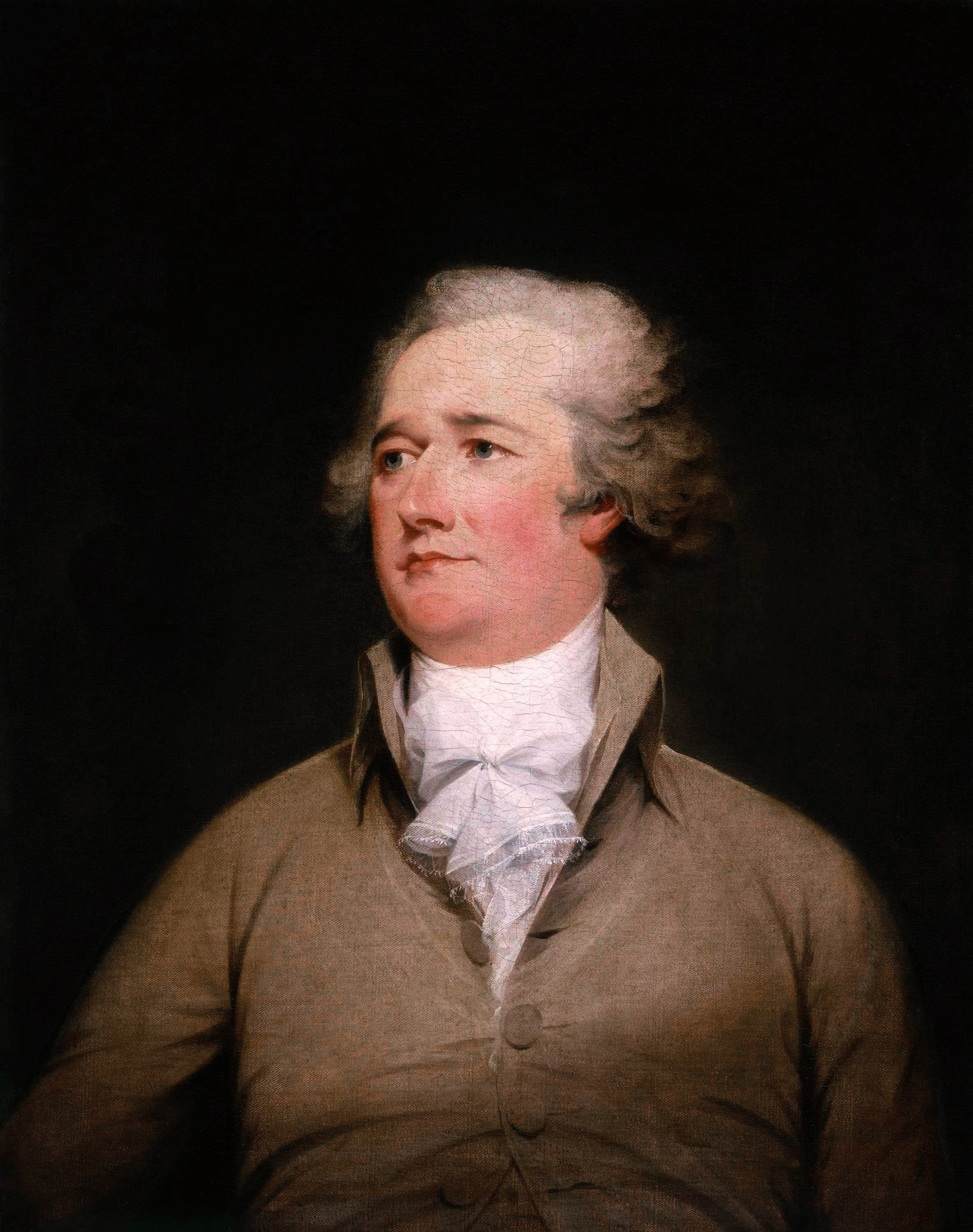
Alexander Hamilton (John Trumbull, 1792)

Auf Grund der zunehmenden Schwäche des Konföderationskongresses konnte dieser die Handelsdispute der Bundesstaaten oft nicht lösen. Nach dem Vorbild der Mount Vernon Conference berief die Virginia General Assembly auf Madisons Anregung die Annapolis Convention, an der alle Bundesstaaten teilnehmen sollten, um ihre Handelspolitik miteinander abzustimmen. Schnell stellte sich jedoch die Apathie der meisten Bundesstaaten heraus: Nur zwölf Gesandte aus fünf Staaten sammelten sich bis zum 11. September 1786, weshalb kein Handelsvertrag abgeschlossen werden konnte. Stattdessen entschieden sich die mehrheitlich nationalistischen Delegierten, einen dritten Konvent in Philadelphia über eine Reform der Konföderationsartikel zu berufen. Tatsächlich planten sie eine komplett neue Verfassung. Etwa zur selben Zeit brach in Massachusetts unter Führung des Veteranen Daniel Shays die von Kleinbauern getragene Shays’ Rebellion gegen die geltende Ordnung aus. Das Unvermögen der Regierung, die Revolte schnell niederzuschlagen, machte der US-amerikanischen Elite den dringenden Reformbedarf klar.
Madison hatte schon vor der Annapolis Convention ein umfassendes Studium der Politikgeschichte verschiedener Konföderationen und des Völkerrechts begonnen, um sich auf die Verfassungsdebatte vorzubereiten. Er kam im Essay Of Ancient and Modern Confederacies zum Schluss, dass in einer Konföderation das Fehlen einer zentralen Macht zu internen Streitereien und internationaler Demütigung führe. In seinem darauffolgenden Werk Vices of the Political System of the United States, das während seiner zweiten Amtszeit im Konföderationskongress zwischen Februar und April 1787 entstand, konkretisierte er seine Kritikpunkte gegen die existierende Konföderation in den Vereinigten Staaten. Wie in anderen Konföderationen fehlte es an einer starken Zentralmacht; genauer seien die Vereinigten Staaten unter den Konföderationsartikeln nicht mehr als ein Freundschafts- und Handelsbund. Die Einzelstaaten nutzten dies aus, indem sie miteinander Streitereien führten und die Bundesregierung und internationale Verträge ignorierten. Dabei wären sie ohne die Bundesregierung auf sich gestellt einfache Beute für interne und externe Feinde. Sie hätten nämlich aus Eigeninteresse das allgemeine Wohl der Vereinigten Staaten aus dem Auge verloren.

#### Verfassungskonvent
Madison traf am 3. Mai 1787 in Philadelphia ein. Zehn Tage später folgte ihm Washington, den Madison monatelang um sein Kommen gebeten hatte und der zum Präsidenten des Konvents gewählt wurde. Zusammen mit dem greisen Franklin legitimierte er durch seine Popularität den Konvent, der in der Independence Hall stattfand. Der Verfassungskonvent wurde nicht offiziell protokolliert, weshalb Historiker sich auf die Mitschriften der Delegierten verlassen müssen. Besonders wichtig sind dafür die postum veröffentlichten Notizen Madisons, der fast den gesamten Konvent verfolgte. Besonders in seinen letzten Jahren überarbeitete Madison seine Notizen mehrfach und verfärbte so möglicherweise das heutige Verständnis des Verfassungskonventes. Die Diskussion sollte der Öffentlichkeit nicht zugänglich gemacht werden, um den Delegierten eine komplett freie Meinungsäußerung zu ermöglichen.

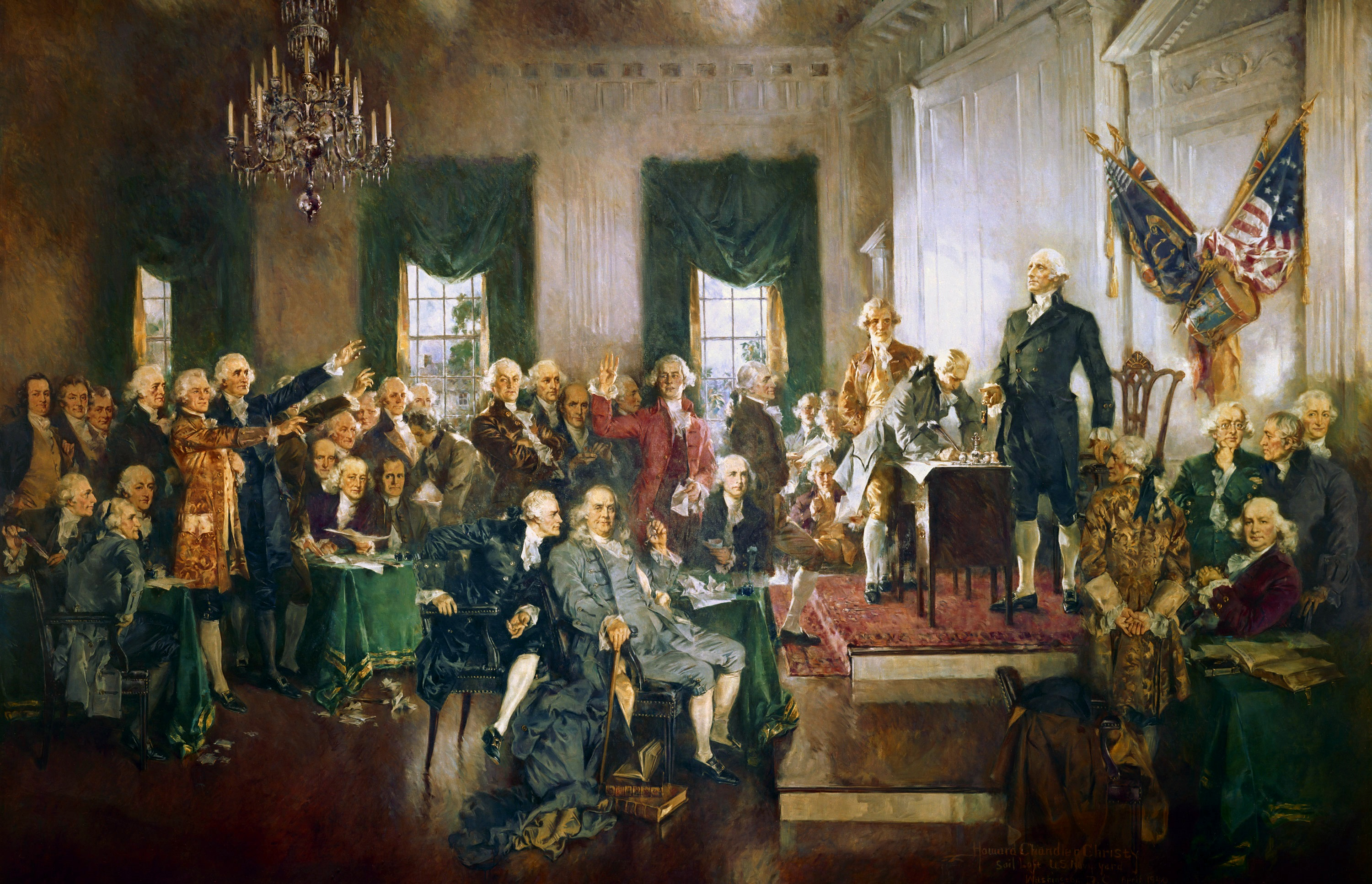
Szene bei der Unterzeichnung der Verfassung der Vereinigten Staaten. Madison sitzt mittig und blickt zum stehenden Washington. (Historiengemälde von Howard Chandler Christy, 1940)

Die Delegierten aus Virginia einigten sich bald auf den sogenannten Virginia-Plan, der von Madison entworfen worden war und von Edmund Randolph dem Konvent vorgestellt wurde. Nach ihm sollte die Konföderation von einer neuen Nationalregierung ersetzt werden, die unabhängig von den Bundesstaaten agiert und diese kontrolliert. Es sah ein System der Checks and Balances vor, also der gegenseitigen Kontrolle der einzelnen Verfassungsorgane. Die großen und kleinen Staaten konnten sich jedoch nicht auf die Sitzverteilung im Parlament einigen. Die kleinen Staaten wollten, dass jeder Staat von gleich vielen Abgeordneten vertreten werde, wurden jedoch von den großen Staaten überstimmt, die deren Anzahl proportional nach der Bevölkerungshöhe festsetzen wollten. Daraufhin sprach William Paterson dem Konvent das Recht ab, die Konföderationsartikel zu ersetzen – dazu seien sie nämlich nicht nach Philadelphia berufen worden –, und schlug stattdessen den New-Jersey-Plan vor, der die maßgeblich zu reformierenden Konföderationsartikel und die gleiche Vertretung der Bundesstaaten in einem Einkammerparlament beibehielt. Die Delegierten der kleinen Bundesstaaten befürchteten, dass sie die neue Verfassung der Kontrolle durch die großen Staaten unterwerfen werde. Madison entgegnete ihnen, dass die größten Staaten so unterschiedlich seien, dass sie sich im Kongress gegen die kleinen Staaten nicht verbünden könnten. Viel eher würden sie zur Rivalität neigen. Eine starke Nationalregierung könne hingegen verhindern, dass sie die kleinen Staaten ausnutzten. Aufgrund einer Zuspitzung der Uneinigkeiten zwischen den kleinen und großen Bundesstaaten wurde eine „Grand Committee“ gebildet. Entgegen den Protesten der großen Bundesstaaten entschied es sich für den Sherman-Kompromiss; im Rahmen eines Zweikammersystems sollte im Unterhaus die Bevölkerung proportional und im Oberhaus die Staaten vertreten werden. Dabei sollten Sklaven als drei Fünftel eines Wählers gezählt werden (siehe auch Drei-Fünftel-Klausel), um einen Ausgleich zwischen Nord- und Südstaaten zu schaffen. Madison und James Wilson – einer seiner wichtigsten Alliierten im Konvent – weigerten sich zwar noch immer, ein solches „rotten borough“-System zu akzeptieren, das für sie eine bedingungslose Kapitulation gegenüber der Minderheit repräsentierte; notfalls könne man die kleinen Staaten schlicht überstimmen und so zum Einlenken bringen. Der radikalere Gouverneur Morris drohte sogar mit Gewalt. Trotzdem wurde der „Great Compromise“ am 16. Juli 1787 vom Konvent knapp verabschiedet und ebnete den Weg für die Verfassung. So stellten die kleinen Bundesstaaten ihre Macht in der neuen Bundesregierung sicher, worauf sie auch dazu bereit waren, diese zu stärken. Wilson und Madison fürchteten hingegen nun, dass somit nicht das Volk, sondern die Bundesstaaten die Regierung kontrollieren würden und das System der Checks and Balances verfälscht werde.

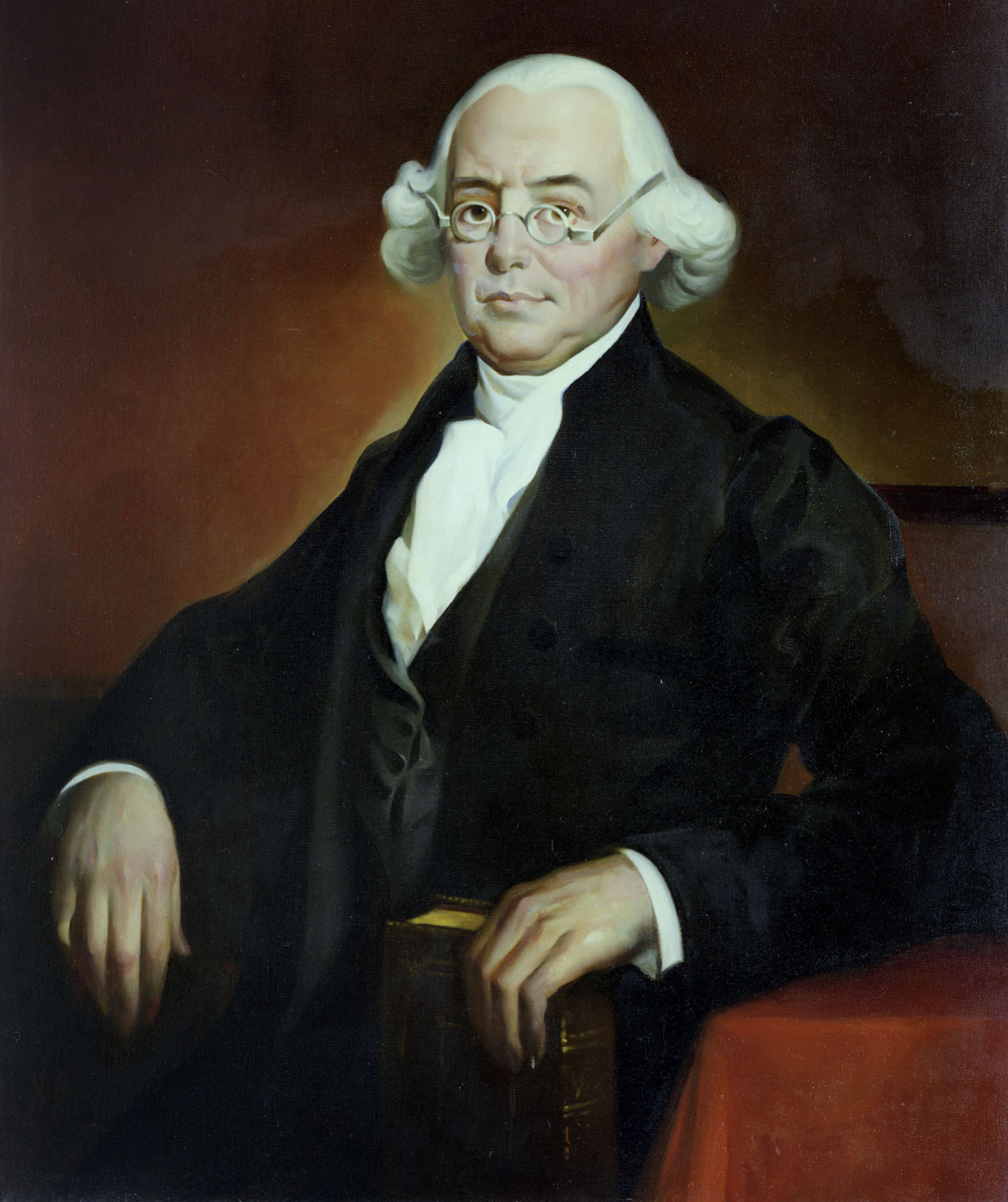
Offizielles Bildnis von James Wilson als Richter des Obersten Gerichtshofes

Ein weiterer Streitpunkt war das Wahlsystem und die einzelnen Rechte und Pflichten der Verfassungsorgane. Es wurde entschieden, dass trotz den Gefahren einer Demokratie das Unterhaus – das Repräsentantenhaus der Vereinigten Staaten – vom Volk (Frauen, Nicht-Grundbesitzer und Sklaven, zusammengesetzt weit mehr als die Hälfte der US-amerikanischen Bevölkerung durften nicht wählen), das Oberhaus – der Senat der Vereinigten Staaten – von den State Legislatures („Bundesstaat-Parlament“) gewählt werden sollte. Die Regierung, so Madison, basiere nämlich auf dem Volk und müsse sein Vertrauen haben. Deshalb lehnte er auch Gouverneur Morris’ Vorschlag, das Wahlrecht an Grundbesitz zu binden, ab, blieb jedoch in der Minderheit. Klar war, dass das Parlament – der Kongress der Vereinigten Staaten – jene Aufgaben übernehmen sollte, die die Bundesstaaten nicht ausführen konnten, und dass seine Gesetze und Verträge denen der Bundesstaaten übergeordnet seien. Die einzelnen Zuständigkeitsgebiete der Legislative sollten in der Verfassung einzeln aufgeführt werden (enumerated powers). Dabei suchten die Nationalisten den Senat, in dem die kleinen Staaten gemäß dem Great Compromise besonders stark wären, zu schwächen. Einer der Kernstücke von Madisons Plan, nämlich dass die Nationalregierung die Bundesstaaten durch ein Veto gegen ihre Beschlüsse kontrollieren sollte, wurde von fast allen Einzelstaaten als Bevormundung durch die Bundesregierung abgelehnt. Man einigte sich nach einigen Debatten auf Wilsons Vorschlag einer ein- statt einer mehrköpfigen Exekutive – den Präsidenten der Vereinigten Staaten. Statt einer direkten Wahl durch das Volk wurde zunächst eine Wahl durch den Kongress beschlossen. Madison sah den Präsidenten so von der Legislative abhängig. Außerdem sei auf diese Art und Weise eine Einflussnahme anderer Staaten auf die Abgeordneten möglich. Als historische Beispiele nannte er das Heilige Römische Reich und Polen-Litauen. In einer direkten Wahl vom Volk seien die Nordstaaten und großen Staaten wegen ihrer größeren Bevölkerungszahl hingegen bevorteilt. Madison überzeugte den Konvent stattdessen als Kompromiss von einem Electoral College.

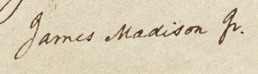
Madisons Unterschrift auf der Verfassung als „James Madison Jr.“

Anfang September hatten die Delegierten die meisten Fragen zur Regierung geklärt, weshalb ein „committee on arrangement and style“ den Entwurf der Verfassung überarbeitete. Bis auf Elbridge Gerry, Edmund Randolph und George Mason unterschrieben die noch anwesenden Delegierten (Mehrere Delegierte wie Robert Yates, John Lansing und Luther Martin hatten den Konvent aus Protest schon zuvor verlassen) das Dokument am 17. September. Diese Anti-Föderalisten, wie die Gegner der Verfassung genannt wurden, verlangten nämlich eine Bill of Rights und einen zweiten Konvent. Die Ratifikation der Verfassung sollte über Ratifikationskonvente in den einzelnen Staaten entschieden werden.

#### Ratifikation der Verfassung

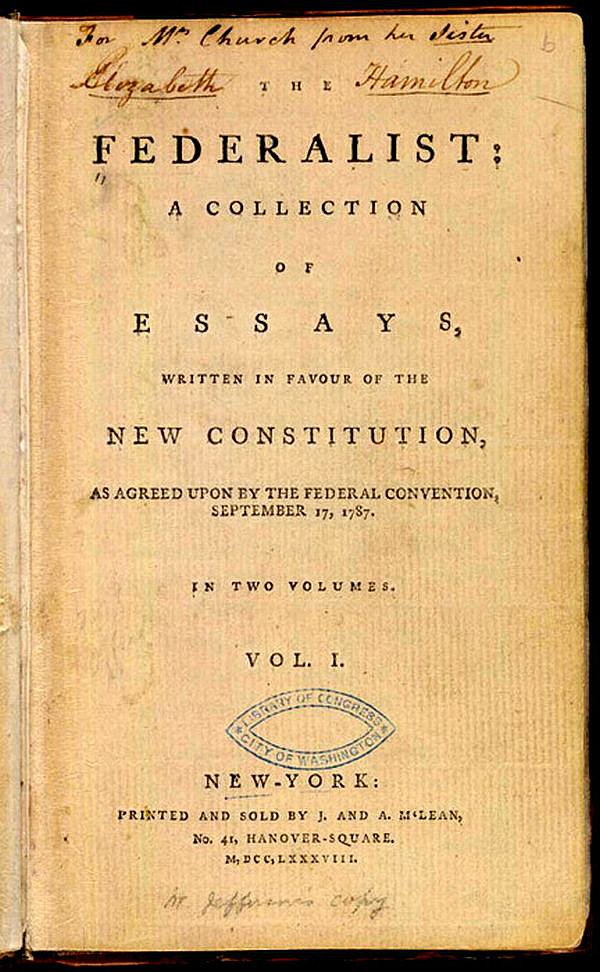
Titelblatt der ersten Ausgabe von The Federalist

Anti-Föderalisten wie Elbridge Gerry, Patrick Henry und George Mason bildeten schon bald aus den „alten Revolutionären“ eine Opposition zur neuen Verfassung, angetrieben von Pamphleten wie Masons Objections to the Proposed Federal Constitution und Lees Letters from the Federal Farmer. Der während des Konventes überraschend stille Hamilton plante, in Kollaboration mit seinen politischen Alliierten Madison und John Jay die Diskussion um die Verfassung, insbesondere in dessen Heimatstaat New York, mit einer Reihe an Essays zu beeinflussen – den Federalist Papers. Diese gingen als einer der wichtigsten Verfassungskommentare in die Geschichte ein. Bis heute dienen sie als Quelle für die Verfassungsauslegung des Originalismus, die sich auf den eigentlichen Willen der Gründerväter beruft. Die Gruppe schrieb gemeinsam unter dem Pseudonym Publius, der als ein unvoreingenommener New Yorker auf Seiten der Föderalisten dargestellt wurde. Jay konnte auf Grund einer Krankheit nur fünf der Essays schreiben, weshalb Madison 29 und Hamilton 51 der Essays verfassen mussten. Der wohl bekannteste Teil dieser Essayreihe, Madisons erster Beitrag The Same Subject Continued: The Union as a Safeguard Against Domestic Faction and Insurrection, gilt als sein wichtigster Beitrag zur republikanischen Staatstheorie. Viele Denker der Aufklärung, darunter Montesquieu, hatten nämlich behauptet, dass nur kleine Republiken Fortbestand haben könnten, ohne zu einer Tyrannei der Mehrheit zu werden. Madison meinte hingegen, dass große Republiken verhinderten, dass tyrannische Mehrheiten sich überhaupt bilden könnten. Es gebe zu viele differierende Interessensgruppen, die jeweils ihre eigenen Ideen verfolgten. Gleichzeitig wähle das Volk für sich aufgeklärte Vertreter, die jenseits regionaler Vorurteile handeln könnten. Später, insbesondere im Federalist-Artikel Nr. 51, definierte er das System der Checks and Balances genauer, das den Ehrgeiz verschiedener Verfassungsorgane gegeneinander auszuspielen suchte. Er betonte die Bedeutung der Amerikanischen Revolution und Verfassung als republikanisches Experiment und Erfindung einer neuen, föderativen und republikanischen Regierungsform. Auch griff er die Idee eines zweiten Verfassungskonventes an; dieser nehme dem Konvent nur seine Geltung. In einem weiteren Artikel lehnte Madison die Einführung einer Bill of Rights ab.
Nachdem Madison den Federalist-Artikel Nr. 63 über den Senat fertiggestellt hatte, eilte er zurück nach Virginia, um am dortigen Ratifikationskonvent teilzunehmen. Die Ratifikation gestaltete sich jedoch schwierig, da Föderalisten und Anti-Föderalisten beim sich Anfang Juni 1788 konstituierenden Konvent gleichermaßen vertreten waren. Dort begegnete Madison erneut seinem Rivalen Patrick Henry, der schon erfolgreich gegen die Verfassung taktiert und im noch virginischen Kentucky Angst vor einem zweiten „Jay-Gardoqui-Vertrag“ geschürt hatte. Im Konvent griff er die Rechtmäßigkeit des Verfassungskonventes an – dieser sei nur zu einer Reform der Konföderationsartikel berufen worden – und stilisierte sich als den Verteidiger der Bürgerrechte vor der tyrannischen und monarchistischen Verfassung. Madison griff Henrys Reden für ihre substanzlose Rhetorik und dem fehlenden Bezug zu spezifische Klauseln an. Eine Tyrannei sei nicht geschaffen worden, da die Verfassung nicht einer Elite, sondern dem Volke neue Macht verleihe. Im Gegensatz zu den Konföderationsartikeln könnte die Verfassung den Fortbestand der Vereinigten Staaten sichern und ihr ermöglichen, die außenpolitischen Interessen der einzelnen Staaten effektiv zu vertreten und eine Tyrannei der Mehrheit zu verhindern. Davon auszugehen, dass die Nationalregierung ihre Rechte nur ausnutzen werde, sei zu pessimistisch; das Volk werde immerhin seine edelsten Vertreter ins Parlament wählen. Als einer der Hauptautoren der Verfassung trug er in der Debatte zudem mehrere Erläuterungen verschiedener Klauseln bei. Letzten Endes ratifizierte der Konvent mit 89 zu 79 Stimmen die Verfassung und machte als Zugeständnis an die Anti-Föderalisten Vorschläge für mögliche Zusatzartikel.

### Repräsentantenhaus
Während die Föderalisten in den ersten Senats- und Repräsentantenhauswahlen allgemein Erfolge feiern konnten, unterlag Madison in der Senatswahl den Anti-Föderalisten Richard Henry Lee und William Grayson und kandidierte stattdessen für das Repräsentantenhaus. Die Kongresswahlbezirke waren vom Abgeordnetenhaus von Virginia allerdings vorteilhaft für anti-föderalistische Kandidaten gezogen worden (eines der ersten Beispiele für das Gerrymandering), sodass Madison in einem mehrheitlich anti-föderalistischen Distrikt gegen seinen Freund James Monroe antrat. Entgegen damaligen politischen Konventionen organisierte er deshalb eine Wahlkampagne. Er musste die Vorstellung widerlegen, dass er als radikaler Föderalist alle möglichen Zusatzartikel ablehnen werde. Dazu stellte er in Pamphleten seine Mäßigung und Reformbereitschaft zur Schau und versprach, im Kongress für eine Bill of Rights zu agieren. Auch traten Madison und Monroe in öffentlichen Debatten gegeneinander an. Schließlich gewann Madison am 2. Februar 1789 mit einer Mehrheit von 336 Stimmen einen Sitz im Repräsentantenhaus, das vorerst in New York tagte. Ein Jahr später, bei den Wahlen zum Repräsentantenhaus am 1. September 1790, gelang ihm ohne Wahlkampf mit einem Erdrutschsieg der Einzug in den 2. Kongress der Vereinigten Staaten. Zuvor war Washington bei der Präsidentschaftswahl 1788/89 aus dem Electoral College einstimmig als Sieger hervorgegangen. Neben seinem Kabinett, das vom Finanzminister Hamilton und Außenminister Jefferson dominiert wurde, beriet ihn anfangs besonders Madison. Oftmals diente er ihm als Ghostwriter, unter anderem für viele seiner State of the Union Addresses und seine Farewell Adress. Er erreichte es auch, dass Washingtons offizielle Ansprache nicht „Hoheit“, sondern „Präsident“ lauten sollte.

#### Bill of Rights

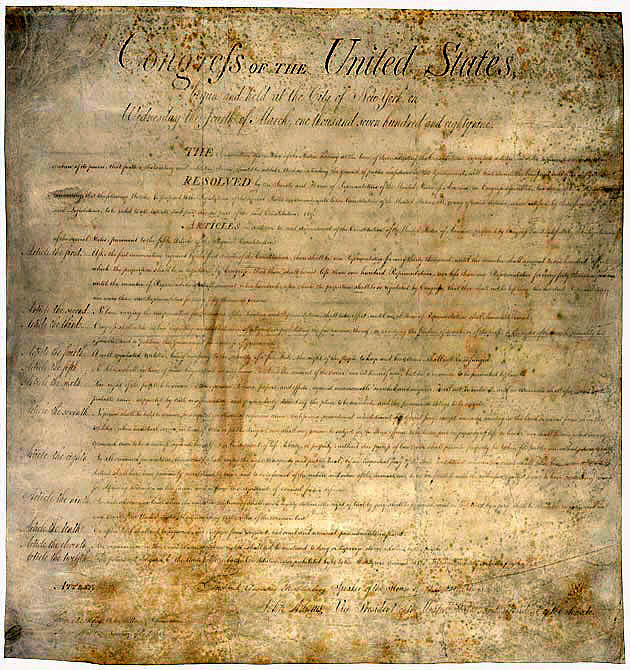
Die Bill of Rights der Vereinigten Staaten

Neben seinem Wirken am Verfassungskonvent war die Bill of Rights, die zehn ersten Zusatzartikel, Madisons wichtigster Beitrag zur Verfassung. Durch die Erfüllung dieses Wahlversprechens wollte Madison die Anti-Föderalisten zugleich befrieden und ihren Vorwürfen, die Föderalisten wollten eine amerikanische Tyrannei etablieren, die Glaubwürdigkeit nehmen. Außerdem wollte Madison die in den nunmehr unabhängigen Kolonien immer noch rechtsgültige britische Bill of Rights in Anbetracht des neuen Rechtsverständnisses in den Vereinigten Staaten erneuern. Genauer beabsichtigte er, eine durch eine breite Auslegung der Verfassung begründbare Tyrannei der Mehrheit zu verhindern, indem die Bürgerrechte verfassungsrechtlich fixiert werden sollen. Solch eine „papierene Barriere“ könne nämlich die öffentliche Meinung für diese Rechte sensibilisieren und die Gerichte zu Verteidigern der Bürgerrechte machen. Zu den Vorschlägen gehörten die lockeanischen Regierungsprinzipien der Volkssouveränität, die Religions- und Meinungsfreiheit sowie das Gerichtsverfahren per Jury, aber auch geringfügige Änderungen. Beispielsweise sollte es dem Kongress verboten werden, seine Diäten binnen einer Legislaturperiode zu erhöhen. Diese Verfassungsprinzipien galten gemäß damaliger Rechtsvorstellungen nur für die Bundesregierung. Weiter sollten auch die Bundesstaaten nicht gegen die Religions- und Meinungsfreiheit oder das Recht auf eine Jury verstoßen dürfen. Rechte, die in der Verfassung nicht erwähnt wurden, dürften ebenfalls nicht verwehrt werden. Der letzte Zusatzartikel besagte, dass Rechte, die weder der Bundesregierung gewährt noch den Bundesstaaten entzogen wurden, Rechte der Bundesstaaten seien. Nachdem Madisons Vorschläge von einem Ausschuss überarbeitet worden waren, wurden sie dem Repräsentantenhaus zur Diskussion übermittelt. Sie trafen bei verschiedenen Gruppierungen auf Kritik: Bei den extremeren Föderalisten, die eine Bill of Rights aus Prinzip ablehnten, und den Anti-Föderalisten, die in weiteren Zusatzartikeln die Bundesregierung erheblich schwächen wollten. Aber auch Vertreter bestimmter Interessensgruppen, die zum Beispiel die staatliche Unterstützung ihrer Kirchen beibehalten wollten, lehnten Teile der Bill of Rights ab. Mehrere Zusatzartikel wurden gestrichen, darunter die verfassungsrechtliche Festlegung der Volkssouveränität und die Einschränkungen der Rechte der Bundesstaaten. Madison hatte hiermit das judicial review von Gesetzen der Bundesstaaten sowie die „incorporation der Bill of Rights“ (Teile der Bill of Rights gelten gemäß dem 14. Zusatzartikel auch für Bundesstaaten) schon vorausgeahnt. Schließlich wurden zwölf seiner Vorschläge vom Kongress verabschiedet, von denen die Bundesstaaten zehn ratifizierten. 1992 wurde mit dem 27. Zusatzartikel ein weiterer seiner Vorschläge ratifiziert.

#### Hamiltons Finanzprogramm und der Kompromiss von 1790
Eine der kontroversesten Entscheidungen, die der Kongress treffen musste, betraf seinen Standort. Man plante, für etwa ein Jahrzehnt vorübergehend eine Hauptstadt im Zentrum der Vereinigten Staaten auszuwählen. Es kamen hierbei regionale Differenzen ins Spiel, primär zwischen den Nord- und Südstaaten. Madison unterstützte eine Planstadt am Potomac River, dem Grenzfluss zwischen Maryland und Virginia, weil dieser Standort das politische Kapital seines Heimatstaates erhöht hätte. Außerdem wäre dies für ihn profitabel gewesen: Er besaß nämlich in dieser Region eine Reihe an Grundstücken, deren Wert durch eine Nachbarschaft zur Hauptstadt gestiegen wäre. Hingegen planten die Pennsylvanier im Kongress, die Hauptstadt in ihren Heimatstaat zu holen. Da keine der Seiten eine Mehrheit finden konnten, wurde die Entscheidung vertagt.
Der neu zum Finanzminister ernannte Hamilton legte am 14. Januar 1790 dem Kongress in seinem Report on Public Credit dar, wie dieser die immens hohe Verschuldung der Bundesregierung und Bundesstaaten bewältigen sollte. Dazu sollten die Vereinigten Staaten ihre Ausstände gewissenhaft abbezahlen und so ihre Kreditwürdigkeit etablieren („funding“). Seine neue Finanzpolitik führte in der Folge zum Bruch mit Madison. Zu ersten Konflikten kam es, als Hamilton die von Madison vorgeschlagene „discrimination“ im Kongress verhinderte, eine Bevorzugung von Veteranen gegenüber Spekulanten bei der Rückzahlung von Schuldscheinen. Darauf diskutierte der Kongress Hamiltons Vorschlag der „assumption“, der Übernahme der Verschuldung der Bundesstaaten durch die Bundesregierung. Wegen der unterschiedlichen Verschuldung verschiedener Bundesstaaten hielt Madison dies für eine Bevorteilung bestimmter Staaten und erreichte im Repräsentantenhaus die Streichung der assumption. Notgedrungen soll sich Hamilton darauf mit Madison und Jefferson auf den „Kompromiss von 1790“ (Residence Act) geeinigt haben: Im Gegenzug dafür, dass die Verabschiedung der assumption ermöglicht werde, sollte die Hauptstadt am Potomac errichtet werden. Außerdem entlastete die Bundesregierung zur Wahrung der Gleichheit zwischen den Staaten auch diejenigen mit geringer Verschuldung. Zu diesen gehörte auch Madisons und Jeffersons Heimatstaat Virginia.

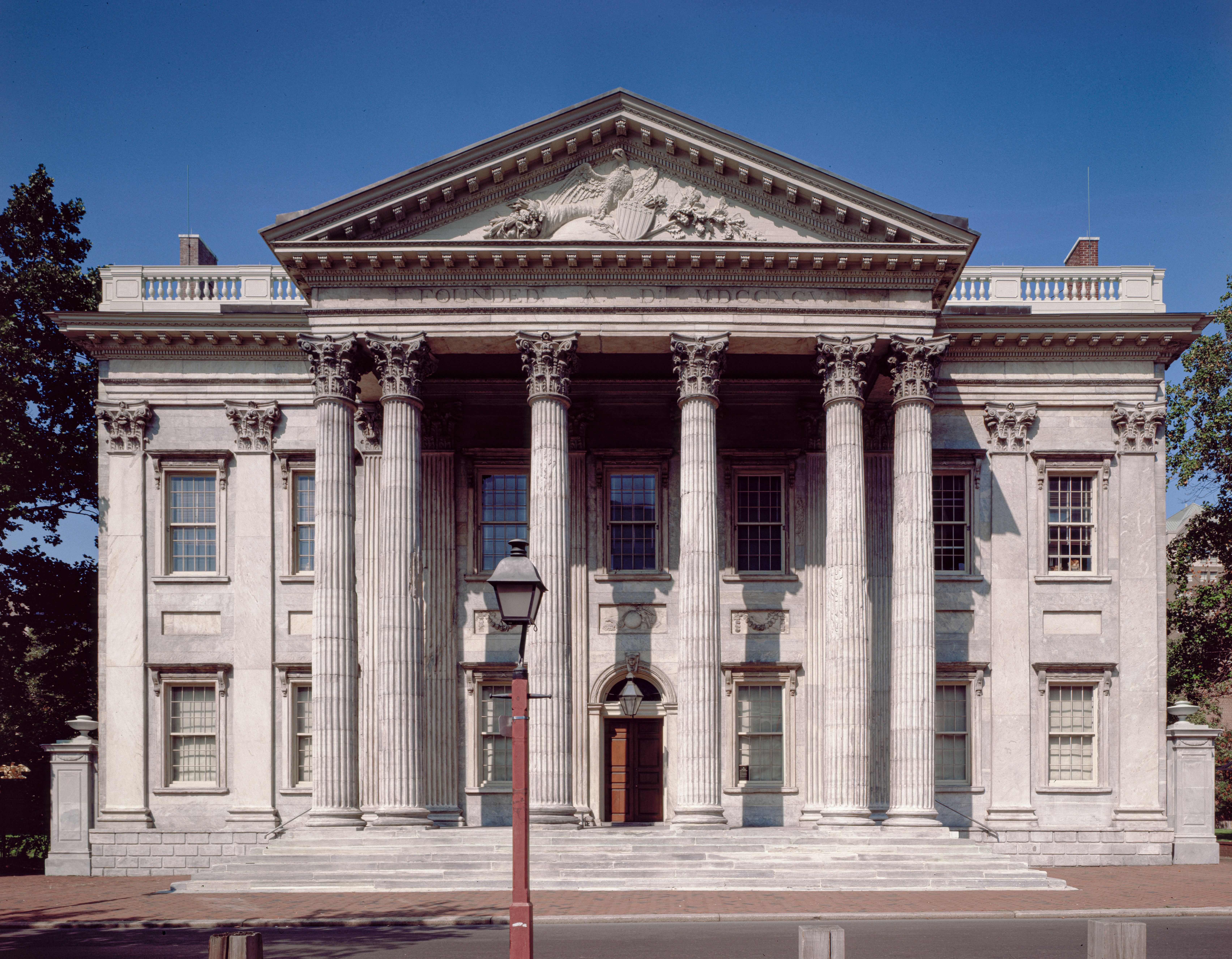
Das Gebäude der National Bank, aufgenommen zwischen 1980 und 2006

Hamilton entwarf daraufhin ein umfangreiches Finanzprogramm, das dem modernen Kapitalismus in den Vereinigten Staaten den Weg ebnete. Dessen Kernstück war die Gründung einer Nationalbank unter dem Namen First Bank of the United States, die er am 14. Dezember 1790 mit dem Report on a National Bank vorschlug und über die er sich endgültig mit seinem ehemaligen Freund Madison zerstritt. Wie Jefferson stellte dieser nämlich neben der Sinnhaftigkeit einer Nationalbank die Verfassungsmäßigkeit der staatlichen Gründung eines Unternehmens in Frage, da die Verfassung dieses Recht nicht vorsah. Hamilton behauptete hingegen, dass die Verfassung gewisse Rechte implizit verleihe, und formulierte damit die Implied-Powers-Doktrin. Genauer bezog er sich auf die „necessary and proper clause“ (Der Kongress darf Gesetze verabschieden, die necessary and proper, also „notwendig und richtig“ sind.), die Madison als Erlaubnis nur zu unumgänglichen Gesetzen interpretierte. Falls der Kongress diese Klausel zur Gründung einer Nationalbank missbrauche, gehe eine grundlegende Eigenschaft der Verfassung verloren, nämlich das Prinzip der Einzelermächtigung („enumerated powers“): Der Kongress hat nur jene Rechte, die in der Verfassung aufgezählt wurden. Es wäre so auch eine Planwirtschaft möglich. Als das Gesetz trotz Madisons Protesten verabschiedet wurde, versuchten er und Jefferson Washington zu überzeugen, von seinem Vetorecht als Präsident Gebrauch zu machen. In einem berühmten Verfassungskommentar konnte Hamilton jedoch die Verfassungsmäßigkeit der Bank vor dem Präsidenten verteidigen und dessen Unterstützung für sie sichern.

#### Parteienbildung
Die Reformen Hamiltons wurden von der Föderalistischen Partei unterstützt, die hauptsächlich aus den reichen Eliten der Ostküste der Vereinigten Staaten bestand. Als die einflussreichsten Parteimitglieder galten Hamilton und der Vizepräsident John Adams; Präsident Washington selbst wahrte zwar die Parteilosigkeit, doch favorisierte er die Föderalisten. Als Reaktion organisierten Madison und Jefferson, die Oppositionsführer, die Demokratisch-Republikanische Partei. Darin waren sowohl die Plantagenelite des Südens, der sie selbst angehörten, als auch die New Yorker „Clintonites“ um den langjährigen Gouverneur George Clinton vertreten. Außerdem verbanden sie sich mit verbliebenen Anti-Föderalisten wie James Monroe, der noch 1789 in der Repräsentantenhauswahl gegen Madison kandidiert hatte. Die Föderalisten und Republikaner waren allerdings keine Parteien im modernen Sinne; es gab weder einen Parteiapparat noch Fraktionsdisziplin, weshalb auch Wortführer der Republikaner wie Elbridge Gerry Teile des Reformprogramms Hamiltons offen unterstützten.

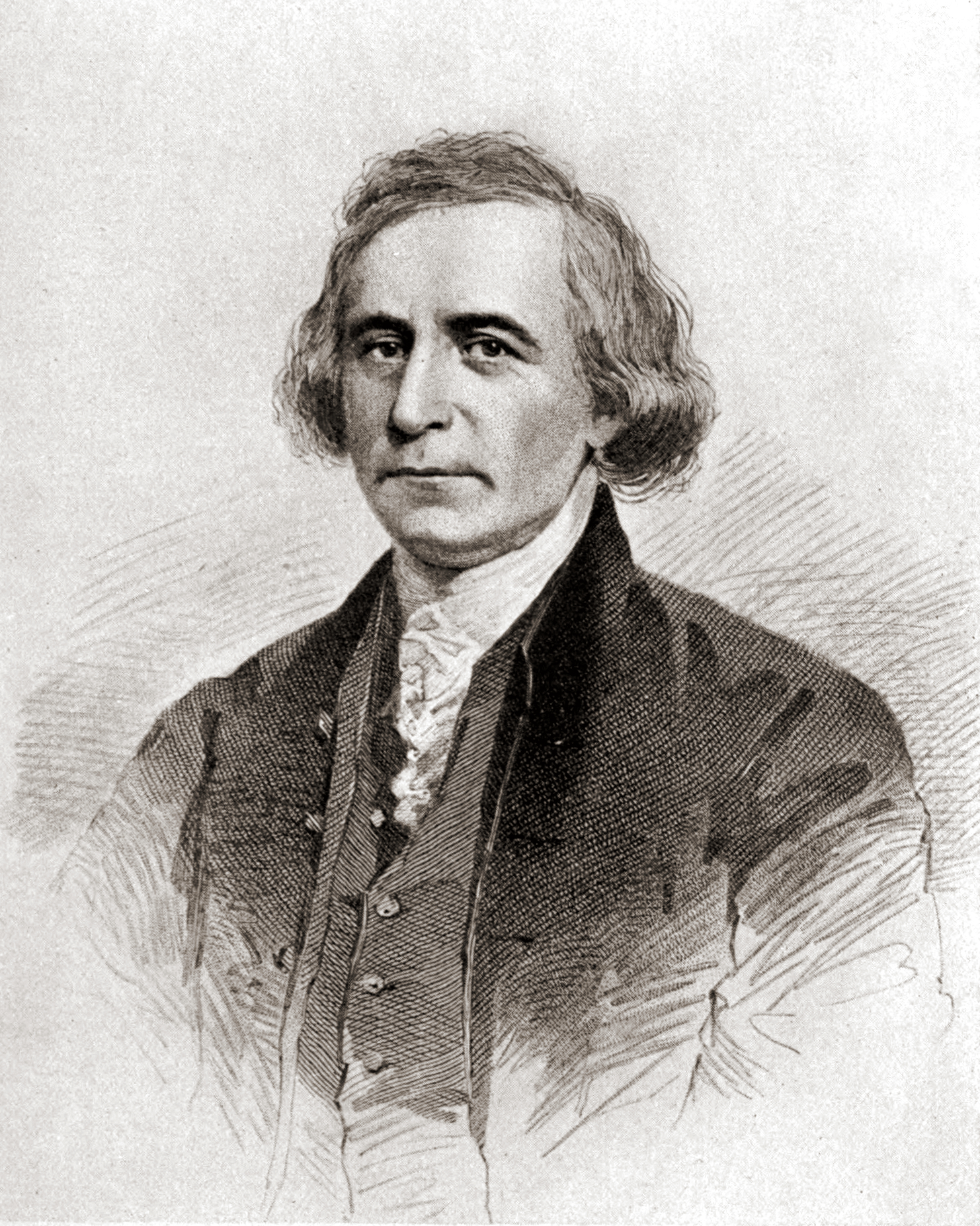
Philip Freneau (Frederick Yalpin)

Dieser Wandel spiegelte sich auch in einer Polarisierung des politischen Diskurses und in der Rolle der Zeitungen wider, die zu parteipolitischen Instrumenten wurden (vgl. Geschichte der Zeitungen der Vereinigten Staaten#Parteiische Zeitungen). Auf Seiten der Föderalisten war John Fennos Gazette of the United States die bekannteste. Als Reaktion auf die aus Sicht von Madison und Jefferson monarchischen Tendenzen der Föderalisten gründete Madisons Studienfreund Philip Freneau mit finanzieller Unterstützung des Außenministeriums die National Gazette. In diesen Zeitungen wurden hemmungslose, teils vulgäre und persönliche Polemiken gegen den jeweiligen politischen Gegner veröffentlicht, mit dem Ziel, ihn in den Augen der Öffentlichkeit zu diskreditieren. Ernsthafte Wahlkampagnen entwickelten sich allerdings erst später. Auch hochrangige Politiker verfassten meist unter einem Pseudonym Artikel. Nennenswert ist eine Artikelreihe Madisons, in der er die Weltanschauung der Republikaner erläuterte. Dazu gehörten eine stark vom Physiokratismus beeinflusste politische Ökonomie sowie ein Fokus auf persönliche Freiheiten, politische Gleichheit, klare Limitierungen der Regierungsmacht sowie einem Gleichgewicht zwischen den Bundesstaaten und der Bundesregierung, die durch die öffentliche Meinung zu kontrollieren sei. Damit stellte er sich auch ideologisch gegen die Föderalisten, die die Konsolidierung der politischen Macht der Bundesregierung durch die Unterstützung reicher Kaufleute anstrebten (Hamiltons Report on Public Credit), das monarchistische politische System Großbritanniens wertschätzten (Adams’ Discourses on Davila) und teils sehr früh für die staatliche Förderung der Industrialisierung eintraten (Hamiltons Report on Manufactures).

#### Französische Revolution und Jay-Vertrag
Neben der Opposition gegen das „Treasury system“, beziehungsweise gegen die „Hamiltonian finance“, bedingten die zunehmenden Streitigkeiten um die amerikanische Außenpolitik in Bezug auf das Revolutionäre Frankreich die Entwicklung der beiden Parteien. Die Französische Revolution stand wie die Amerikanische im Zeichen der Aufklärung, weshalb viele Amerikaner sie als eine Fortführung ihrer eigenen sahen. Besonders die Republikaner stellten sich deshalb klar hinter die französische „Schwesterrepublik“. Diese Gefühle wurden auch in Frankreich erwidert, weshalb unter anderem Madison und Hamilton Ehrenbürgerwürden erhielten. Hingegen standen die Föderalisten der Französischen Revolution auf Grund der Gewalt, die in ihrem Namen verübt wurde (vgl. Schreckensherrschaft), insbesondere nach der Hinrichtung Ludwig XVI., sehr kritisch gegenüber. Sie strebten statt einer Annäherung zu Frankreich eine Aussöhnung mit der alten Kolonialmacht Großbritannien an, mit der man wirtschaftlich und kulturell enger verbunden sei.

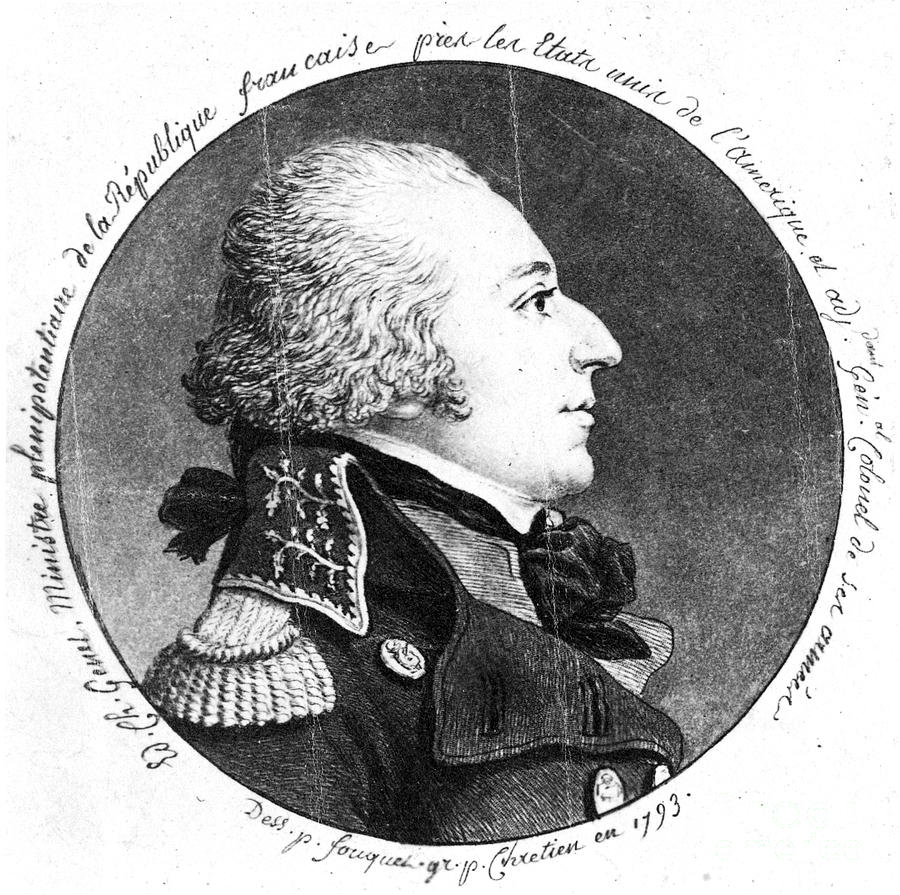
Edmond-Charles Genêt

Die Bundesregierung sicherte nach dem Ausbruch des Ersten Koalitionskrieges zwischen der Ersten Französischen Republik und dem Königreich Großbritannien in der Neutralitätsproklamation allen Kriegsparteien Freundschaft und Unparteilichkeit zu und untersagte allen Bürgern der Vereinigten Staaten die Beteiligung am Krieg. Madison sah in dem Wort Unparteilichkeit (englisch impartiality) allerdings einen Affront gegenüber dem ehemaligen Verbündeten Frankreich, der ihm zufolge hätte bevorzugt werden müssen. Die Genêt-Affäre belastete die französisch-amerikanische Beziehungen weiter. Ende 1793 zog sich Jefferson enttäuscht von der Politik auf seinen Landsitz Monticello zurück und gab sein Amt als Außenminister auf.
Die Haltung der föderalistischen Regierung führte jedoch nicht zu einer Besserung der Beziehungen zu Großbritannien. Im Gegenteil, die Royal Navy griff mehr als 250 US-amerikanische Handelsschiffe an. Lösungsansatz der Föderalisten war der vom Chief Justice John Jay ausgehandelte Jay-Vertrag, dessen große Zugeständnisse gegenüber Großbritannien wiederum für Unmut unter den Republikanern und der breiten Öffentlichkeit sorgten. Auch Jeffersons Nachfolger Edmund Randolph trat zurück. Trotz weit verbreiteter Demonstrationen scheiterten die vom jungen Politiker Albert Gallatin geführten Republikaner allerdings, den Vertrag legislativ zu verhindern. Die Föderalisten spöttelten nach der Debatte um den Jay-Vertrag, dass Madison nunmehr nur ein Aide-de-camp Gallatins sei. Er hatte in seinen Augen und denen der politischen Öffentlichkeit seine Rolle als Parteiführer der Republikaner verloren, weshalb er sich gegen eine erneute Kandidatur für den Kongress entschied. Auch lehnte er Angebote, als Diplomat nach Frankreich zu reisen oder Gouverneur von Virginia zu werden, ab und widmete sich seiner Plantage Montpelier. Nachdem Washington in den Ruhestand gegangen war, gewann der föderalistische Vizepräsident John Adams die Präsidentschaftswahl 1796; dessen Vizepräsident wurde Jefferson, der als Kandidat der Republikaner in die Politik zurückgekehrt war.
Nachdem schon 1782 die Tochter eines Freundes ihre Verlobung mit Madison abgebrochen hatte, heiratete er 1794 die Witwe Dolley Madison, die schon einen Sohn hatte. Madison hatte keine eigenen Kinder.

### Präsidentschaft Adams’

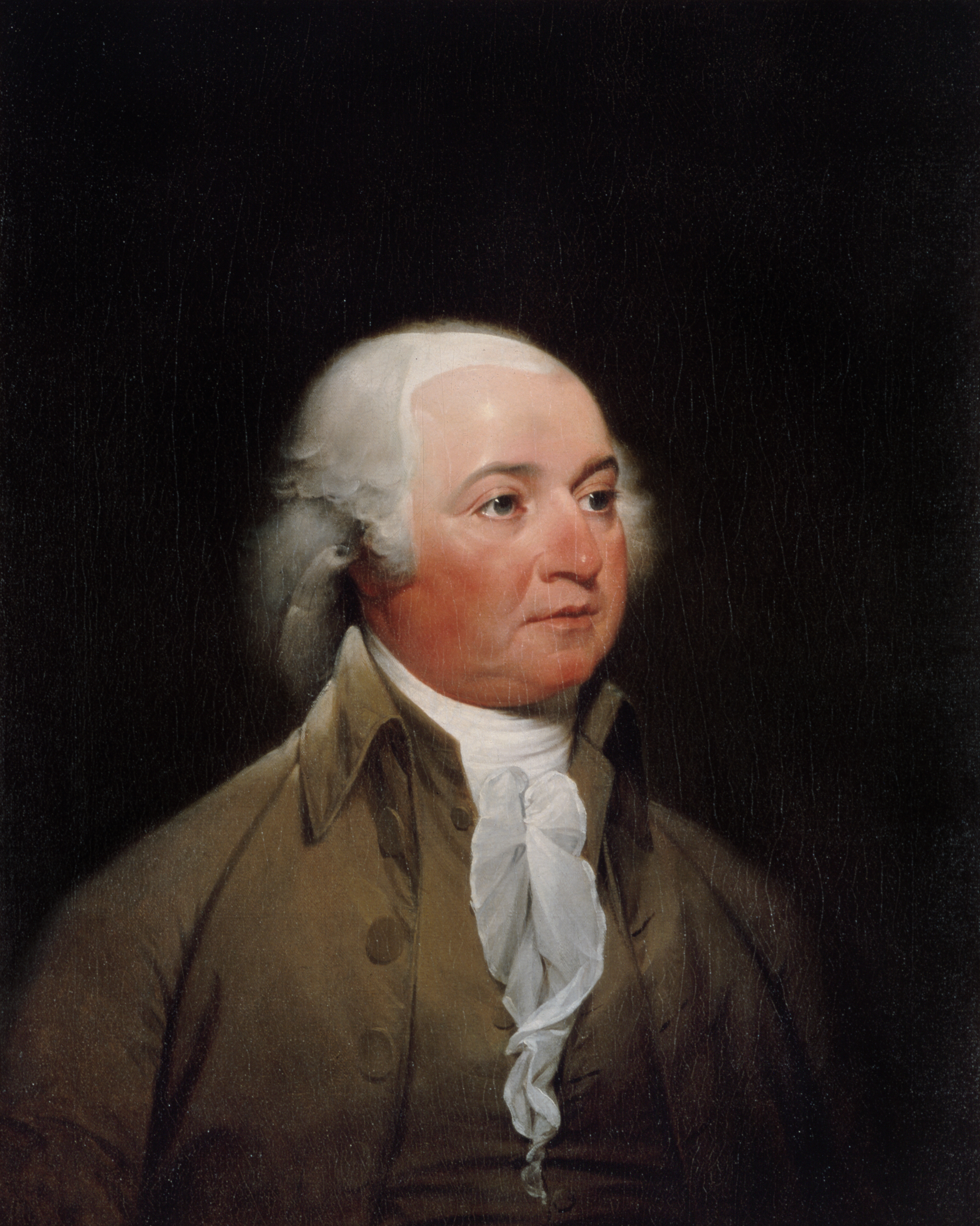
John Adams (John Trumbull, 1792/93)

Madison engagierte sich weiterhin im politischen Leben der Vereinigten Staaten, die nach der XYZ-Affäre 1798 im Quasi-Krieg mit Frankreich verwickelt war. Mit diesem Krieg begründete der von Föderalisten dominierte 5. Kongress der Vereinigten Staaten die Alien and Sedition Acts, die die Rechte von Immigranten und die Meinungsfreiheit einschränkten. Madison und Jefferson griffen im Winter 1798 das Gesetz in den von der Virginia General Assembly und der Kentucky General Assembly verabschiedeten, anonym verfassten Kentucky and Virginia Resolutions an. Jefferson warf in seiner Kentucky Resolution den Alien and Sedition Acts auf Basis des 1. Zusatzartikels Verfassungswidrigkeit vor. Daraus folge, dass die Bundesstaaten als eine Instanz zur Wahrung der Verfassung sie für nichtig erklären könnten. Die Bundesregierung dürfe nämlich nicht allein über die Verfassungsmäßigkeit ihrer Handlungen entscheiden, sondern die Einzelstaaten täten dies. Diese hätten mit der Verfassung einen Vertrag geschlossen, deren Interpretation sie selbst bestimmen könnten. In der Virginia Resolution mäßigte Madison Jeffersons Ideen. Auch für ihn repräsentierten die Alien and Sedition Acts einen klaren Verfassungsverstoß, bei dem die Staaten allerdings nur das Recht und die Pflicht hätten einzugreifen (englisch interpose), also eine Opposition gegen das Gesetz zu bilden. Die Resolutions trafen vor allem im Norden als ein Manifest gegen die Bundesregierung auf Kritik und wurden von den meisten anderen Bundesstaaten offiziell abgelehnt. Vereinzelte positive Reaktionen, zum Beispiel von der State Legislature von Georgia, wurden von der Geschichtswissenschaft meist ignoriert. Das House of Delegates von Virginia („Abgeordnetenhaus von Virginia“) reagierte auf Veranlassung seines Abgeordneten Madisons mit einer Verteidigung der Resolutions, dem so genannten Report of 1800.
Ein erfolgreicher Wahlkampf und die Zerstrittenheit der Föderalisten über den Friedensschluss mit Frankreich, den der Präsident im September 1800 ausgehandelt hatte, verhalfen Jefferson in der Präsidentschaftswahl von 1800 zum Sieg über Adams. Diesen Prozess nannte Jefferson die Revolution von 1800.

### Außenminister
Jefferson berief Madison als Außenminister und Gallatin als Finanzminister in sein Kabinett. Zusammen bildeten die überzeugten Republikaner und erfahrenen Politiker ein das Regierungshandeln bestimmendes Triumvirat.

#### Kauf von Louisiana

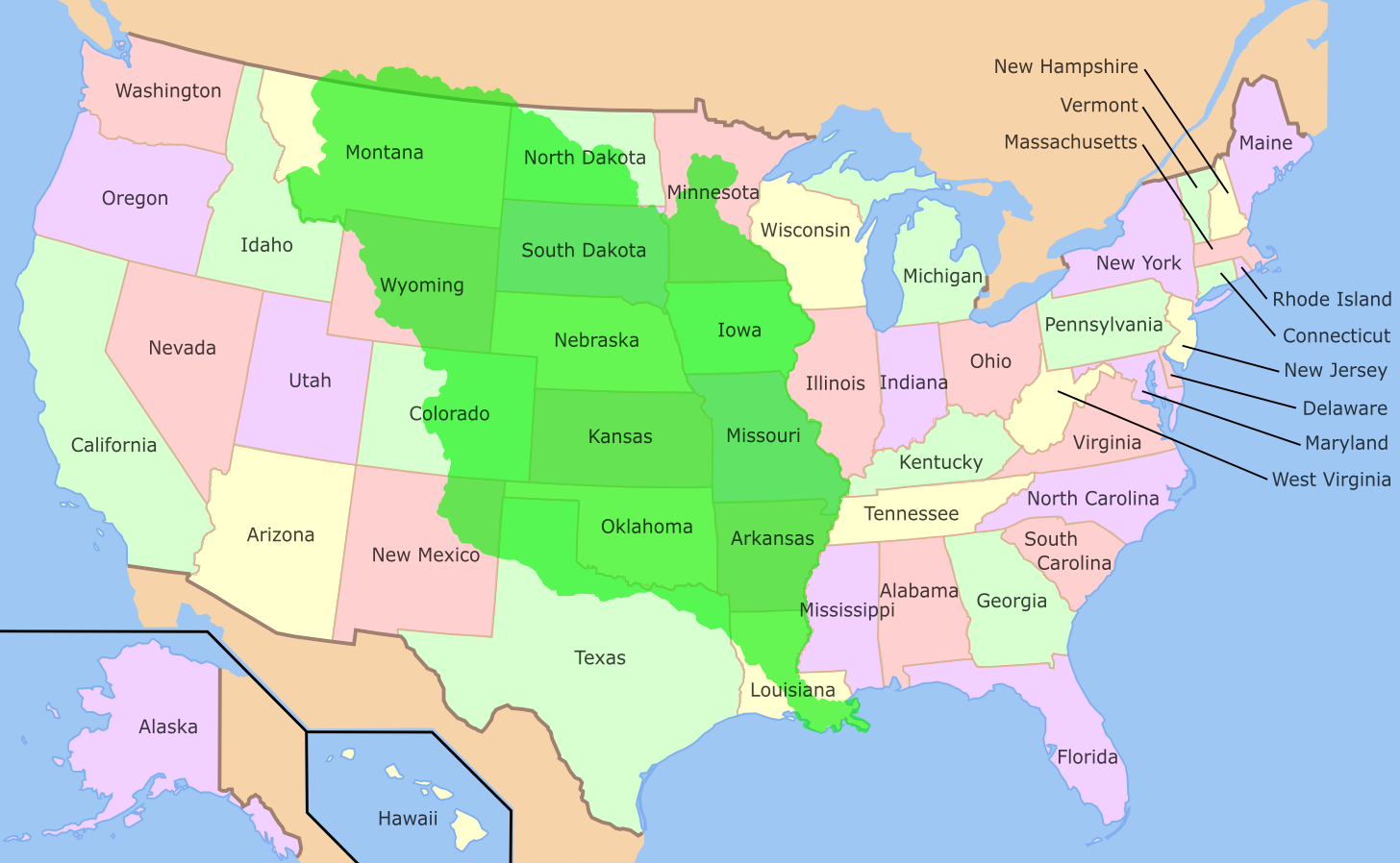
Die Kolonie Louisiana (grün) mit heutigen Staatsgrenzen

Unter der Führung Toussaint Louvertures erlangten die Sklaven der französischen Kolonie Saint-Domingue in der Haitianischen Revolution ihre Freiheit und gründeten den ersten unabhängigen, lateinamerikanischen Staat. Nachdem Frankreich die enorme Kolonie Louisiana im Dritten Vertrag von San Ildefonso von Spanien zurückerhalten hatte, versuchte es mit einer Invasion Haitis sich auf dem nordamerikanischen Kontinent erneut Geltung zu verschaffen. Die US-amerikanische Regierung sah sich davon bedroht, dass die Insel den europäischen Großmächten als Stützpunkt zur Kontrolle des gesamten Kontinents dienen könnte und setzte sich in ihrer Haitipolitik das Fortbestehen dessen Unabhängigkeit zum Ziel. Insbesondere der US-amerikanische Handel, für den der Mississippi und die an seiner Mündung liegende Hauptstadt Louisianas New Orleans von großer Bedeutung waren, war von den französischen Herrschaftsansprüchen wie zuvor durch die spanischen bedroht. Hinzu kam, dass die Anzahl US-amerikanischer Siedler im Westen, der „Frontier“, stetig stieg und bald auch die der Franzosen in der spärlich bevölkerten Kolonie übertraf. Es wurde also entschieden, Frankreich den Kauf New Orleans’ anzubieten. Wenn Frankreich der amerikanischen Expansion gen Westen weiterhin im Weg stünde, drohte Madison dem französischen Botschafter mit einer Allianz mit dem Vereinigten Königreich und einer gemeinsamen Aufteilung französischer und spanischer Besitztümer in Nordamerika.
Den amerikanischen Unterhändlern, dem Botschafter in Frankreich Robert R. Livingston und dem Gouverneur von Virginia James Monroe, wurde jedoch nicht nur der Kauf von New Orleans, sondern von ganz Louisiana angeboten. Nachdem die Invasion Haitis fehlgeschlagen und der Dritte Koalitionskrieg ausgebrochen war, hatte der Erste Konsul Napoleon Bonaparte entschieden, sich auf die neue Lage in Europa zu fokussieren. Um den Krieg zu finanzieren und Konflikte mit den Vereinigten Staaten zu vermeiden, verkaufte er das ökonomisch wenig wertvolle Louisiana. Nach zweiwöchigen Verhandlungen einigte man sich am 29. April 1803 in Paris auf einen Preis von 15 Mio. Dollar (2025: ca. 429.000.000 US-Dollar), etwa 7 Dollar pro Quadratkilometer. Als im Juli die Botschaft des Kaufs Washington erreichte, pries Madison die Unterhändler für den „wahrhaft edlen Erwerb“ (englisch truly noble acquisition), der etwa 2.144.476 km² für die Besiedlung durch US-Amerikaner öffnete und das „Empire of Liberty“ bis an die Rocky Mountains erweiterte. Einige Republikaner hinterfragten allerdings die Verfassungsmäßigkeit des Kaufs, da eine solche Gebietserweiterung nicht von der Verfassung geregelt wurde. Auch Jefferson plante, den Kauf Louisianas erst durch einen Verfassungszusatz legitimieren zu lassen. Madison und Gallatin konnten ihn jedoch gemeinsam davon überzeugen, dass die Vereinigten Staaten wie jedes Land ein Recht darauf hätten, ihre Grenzen mit einem Vertragsschluss zu verändern. Offiziell wurde Louisiana am 20. Dezember 1803 ein Teil der Vereinigten Staaten von Amerika.

#### Das Handelsembargo

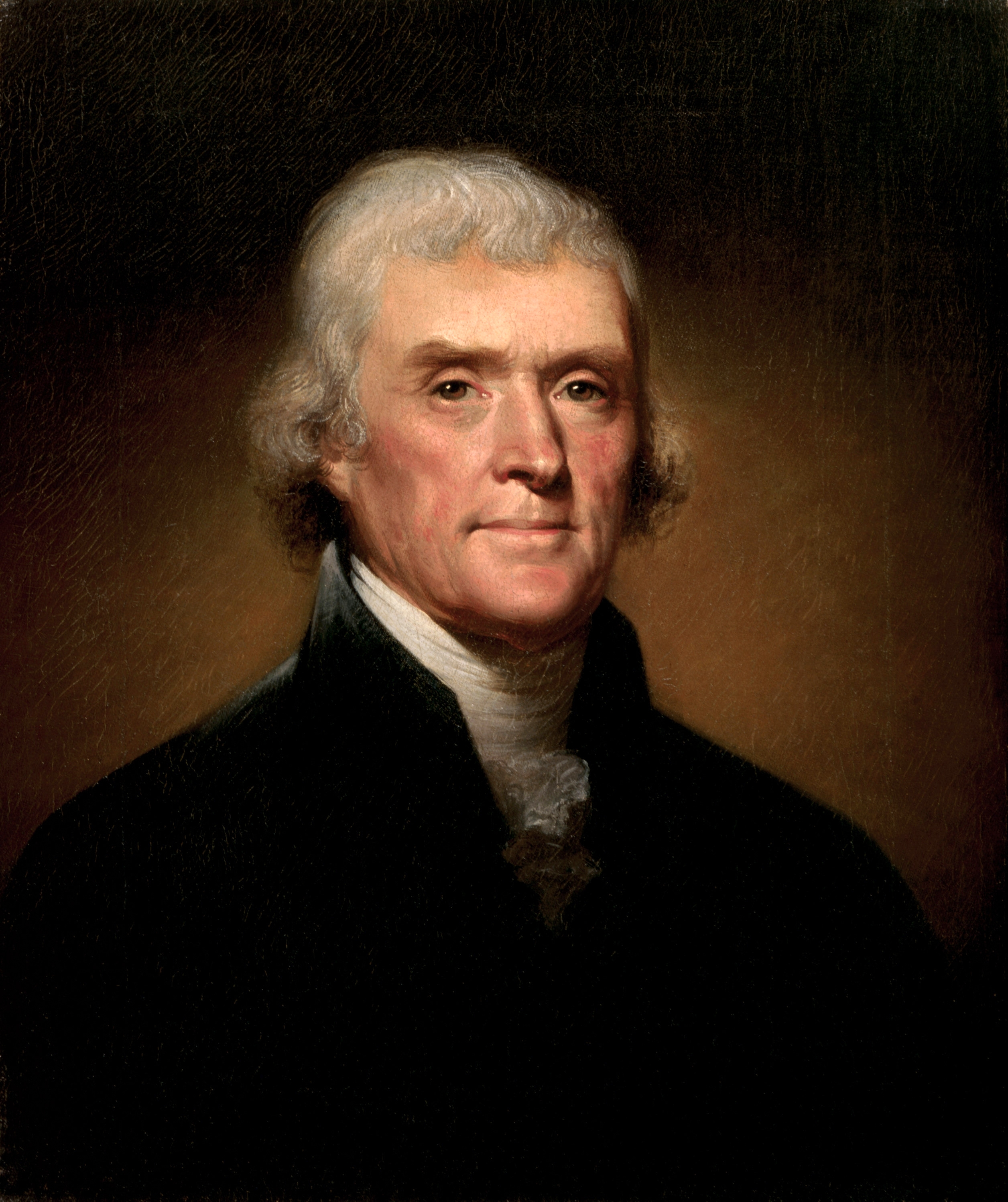
Thomas Jefferson (Rembrandt Peale, 1800)

Der von Frankreich unterstützte außenpolitische Kurs Spaniens erlaubte jedoch weder eine klare Bestimmung der Grenzziehung noch den Erwerb der spanischen Kolonie Florida, das für die Vereinigten Staaten ebenso zu ihrer Manifest Destiny gehörte. Madison und Jefferson suchten also eine Allianz mit dem Vereinigten Königreich, was von dessen aggressiver Seepolitik erschwert wurde. Um den häufigen Desertionen britischer Seeleute auf US-amerikanische Handelsschiffe entgegenzuwirken, führte die Royal Navy das „Impressment“ ein, d. h. die Zwangsrekrutierung möglicher Deserteure. Bei diesen Inspektionen, die manchmal sogar in amerikanischen Häfen stattfanden, wurden oft auch US-Amerikaner zwangsrekrutiert. Außerdem griff das Vereinigte Königreich gemäß den Orders-in-Council ebenso wie Frankreich Schiffe neutraler Nationen wie der Vereinigten Staaten auf hoher See zwischen der Karibik und Frankreich an. Sie wollten durch aggressive Embargos die gegnerische Seite zum Einlenken bringen und weigerten sich, die freie Handelspolitik von Drittstaaten zu dulden (vgl. Kontinentalsperre). Ein von Monroe und William Pinkney 1807 ausgehandelter Vertrag mit dem Vereinigten Königreich hätte zwar den willkürlichen Angriffen auf amerikanische Handelsschiffe ein Ende gesetzt, doch wurde er von Madison und Jefferson wegen der Fortführung des Impressments abgelehnt. Ob der Vertrag den Frieden gesichert hätte oder zu hohe Anforderungen an die Amerikaner stellte, ist umstritten. Während die Regierung des Vereinigten Königreichs diese Doktrin als notwendig zum Sieg über Napoleon erachtete, interpretierte die amerikanische Öffentlichkeit diese als einen erneuten Angriff auf ihre Unabhängigkeit und erlaubte ihrer Regierung nicht nachzugeben. Angeheizt wurde diese Stimmung vom Angriff der britischen HMS Leopard auf das amerikanische Kriegsschiff USS Chesapeake, der „Chesapeake-Leopard-Affäre“, bei der mehrere US-amerikanische Matrosen ums Leben kamen. Zwar forderten einige bereits eine Kriegserklärung, doch blieben Jefferson und Madison bei ihren republikanischen Prinzipien und versuchten, den Konflikt durch einen Handelskrieg zu lösen.
Um einen langen, kostspieligen Krieg zu vermeiden, führten sie ein Handelsembargo ein, ein Verbot jeglichen Außenhandels. Dadurch sollten die europäischen Großmächte zum Einlenken gebracht werden. Madison und Jefferson waren fest überzeugt, dass diese, vor allem ihrer Kolonien in Westindien wegen, ohne amerikanische Produkte eine Rezession erleben würden. Es wird allgemein als größter Fehler der Präsidentschaft Jeffersons gewertet. Schon Finanzminister Gallatin warnte vor der bevorstehenden Rezession, die das Ende des Handels hervorrufen werde. Neben dieser spornte das Embargo das Schmuggeln entlang der Atlantikküste und der Grenze zu den britischen Kolonien in Kanada an, die aufgrund ihrer Größe von der Regierung nicht kontrolliert werden konnten. Vor allem im merkantilen Neuengland, dessen Wirtschaft vom Embargo besonders hart getroffen worden war, wehrte die Bevölkerung sich gegen die Regierungsmaßnahmen; einige Politiker riefen sogar schon zur Sezession auf. Die Auswirkungen auf Frankreich und Großbritannien waren zu gering, um sie zum Einstellen ihrer Angriffe auf US-amerikanische Handelsschiffe zu bringen. Trotzdem zeigte sich Madison, der das Embargo im Kabinett am enthusiastischsten unterstützt hatte, zunächst optimistisch, dass die Vereinigten Staaten sich eigenständig versorgen und dass die Öffentlichkeit vom Embargo überzeugt werden könne. Nachdem er President Elect geworden war, trieb er den Kongress sogar noch dazu an, das Embargo zu verschärfen. Erst Anfang 1809 sah er ein, dass dieser angesichts des Widerstands im Volke nicht aufrechterhalten werde konnte. Der Kongress verabschiedete kurz vor Madisons Amtsantritt am 30. Mai den Non-Intercourse Act, der den Außenhandel mit allen Nationen außer Frankreich und Großbritannien erlaubte. Dieser sollte erst wieder aufgenommen werden, wenn diese ihre Angriffe auf US-amerikanische Handelsschiffe einstellten.

### Präsidentschaftswahl 1808

Präsidentschaftswahl 1808

Jefferson lehnte wie schon Washington ab, eine dritte Amtszeit zu ersuchen, und baute Madison als seinen Nachfolger auf. In der Wahl von 1808 zeigte sich, dass die Republikanische Partei sich wegen ihrer Größe immer mehr in Flügel aufspaltete. Also musste Madison nicht nur gegen die wegen des Embargos wieder erstarkten Föderalisten antreten, deren Spitzenkandidat Charles Cotesworth Pinckney war, sondern auch gegen Kandidaten zweier Flügel der Republikanischen Partei. In den Mittelatlantikstaaten planten die Clintonites, die der politischen Dominanz Virginias misstrauten, den Vizepräsidenten George Clinton zum Präsidenten zu erheben. Im Süden bildeten sich um den impulsiven Exzentriker John Randolph of Roanoke die „Old Republicans“ (zu Deutsch: Altrepublikaner), die Jeffersons und Madisons Regierungspolitik als Neoföderalismus und Verrat an den alten republikanischen Idealen sahen. Ihnen war Madisons ehemalige Freundschaft mit dem „Erzföderalisten“ Hamilton und seine Kompromissbereitschaft besonders suspekt. Ihr Präsidentschaftskandidat war Monroe, dessen Freundschaft mit Madison von seiner Kritik an dem von ihm ausgehandelten Vertrag mit dem Vereinigten Königreich noch immer tief erschüttert war. In der Debatte um die Embargopolitik stellte sich Madison erfolgreich als ein strammer Verteidiger der Neutralität der Vereinigten Staaten gegen die Angriffe Großbritanniens dar. Trotzdem musste er öffentlich zugeben, dass das Embargo ein Fehler gewesen sei.
Madison konnte sich mit Jeffersons Unterstützung auf dem offiziellen Konvent der Republikanischen Partei (Caucus) im Januar 1808 gegen seine innerparteiliche Konkurrenz durchsetzen, weshalb diese den Konvent zur antidemokratischen Kabale erklärten. Jedoch verloren sie auch die eigentliche Präsidentschaftswahl; Clinton erhielt nur sechs Wahlmännerstimmen aus seinem Heimatstaat New York, Monroe keine einzige. Madison gewann die Wahl klar mit einer Zweidrittelmehrheit im Wahlmännerkollegium und hatte somit die Unterstützung der meisten Wähler, verlor allerdings im Vergleich zur Wahl 1804 fast ganz Neuengland und Delaware an die Föderalisten. Vizepräsident wurde erneut George Clinton, obwohl er in der Präsidentschaftswahl gegen Madison angetreten war und in den kommenden Jahren seine Regierungspolitik mehrmals behinderte.

### Präsidentschaft

#### Kabinettsauswahl

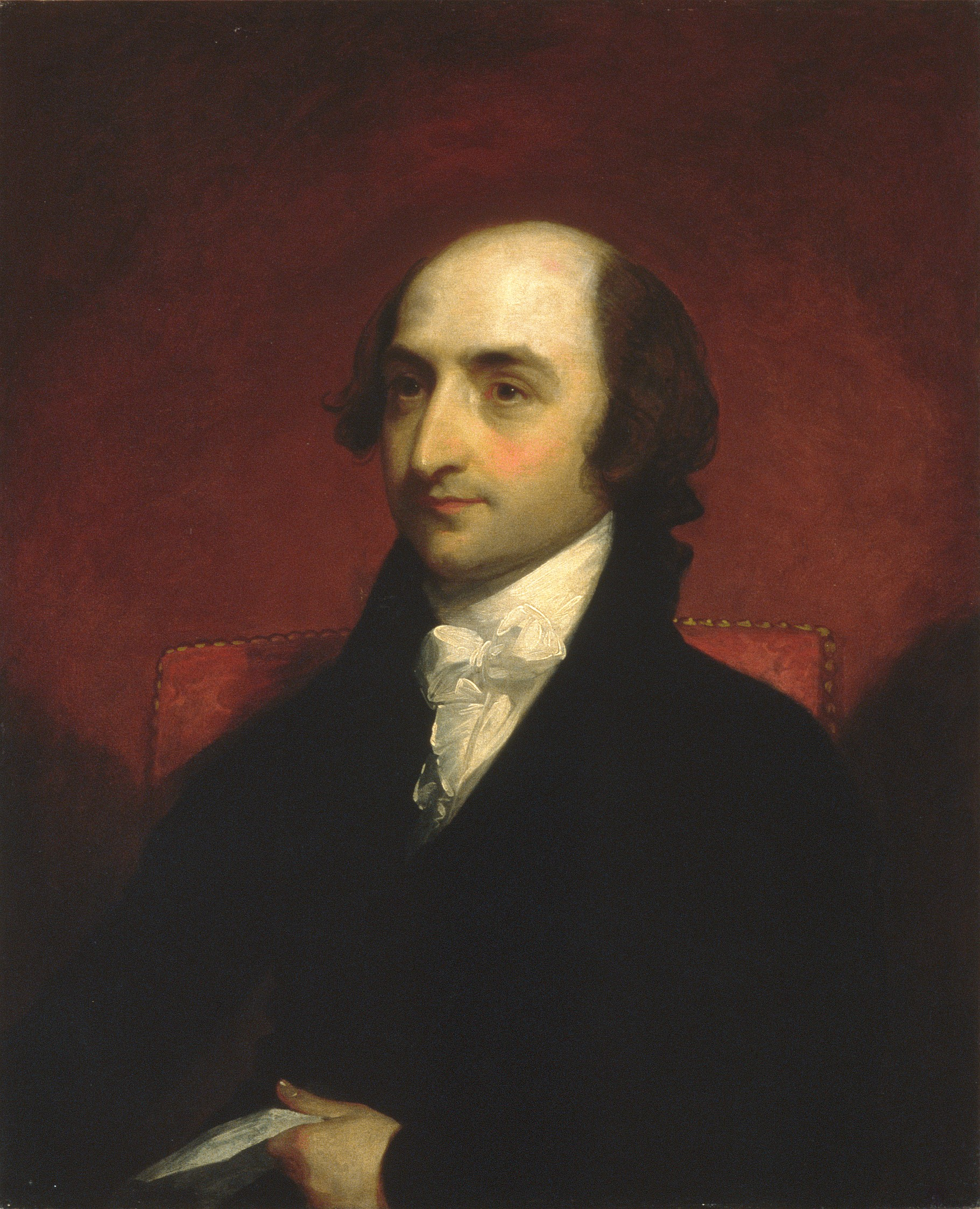
Albert Gallatin (Gilbert Stuart, 1803)

Madisons Pläne, das prestigereiche Amt des Außenministers in seinem neuen Kabinett mit Gallatin zu füllen, wurden von den „Invisibles“ (zu Deutsch: „Unsichtbare“) um den Senator Samuel Smith und seinem Bruder, den Marineminister Robert Smith, der selbst Ambitionen auf den Posten hegte, durchkreuzt. Sowohl im Oppositionsblatt Aurora als auch im Kongress fuhren sie regelmäßig xenophobische Angriffe auf den aus Genf stammenden Schweizamerikaner Gallatin, mit dem sie sich über seine Sparpolitik zerstritten hatten. Madisons Idee, Smith mit dem Finanzministerium ruhig zu stellen, lehnte Gallatin ab; dieser könne nicht Marine- und Finanzministerium gleichzeitig leiten. Letzten Endes erhielt Smith das Außenministerium, das Madison allerdings weiterhin selbst leiten musste. Die eigenständig betriebene Außenpolitik des ihm aufgezwungenen Smith versagte nämlich meist, was die Vereinigten Staaten gegenüber den Großmächten von Europa als schwach und unbedeutend erscheinen ließ. Erst nach zwei Jahren und Rücktrittsgesuchen Gallatins zwang Madison Smith aus seinem Amt, worauf sich dieser mit einer regierungskritischen Polemik revanchierte. Ihm folgte James Monroe, der seine Differenzen mit Madison nach der Präsidentschaftswahl 1808 beigelegt hatte. Die Öffentlichkeit nahm Smith’ Sturz als Skandal auf. Repräsentant Nathaniel Macon hatte bereits zuvor vermutet, dass Madisons Präsidentschaft wie Adams’ in offenen Kämpfen mit seinem Kabinett enden könnte.
Madisons Kabinett bestand vor allem in den ersten Jahren seiner Präsidentschaft aus rundum mediokren Politikern, die ihre Posten erhielten, um politische und regionale Interessengruppen zu befriedigen. Der ehemalige Attorney General Caesar A. Rodney wurde von ihm beibehalten, obwohl er nebenbei eine eigene Anwaltskanzlei führte und sich deshalb nicht auf sein Amt konzentrieren konnte. Den neuen Kriegs- und Marineministern, William Eustis und Paul Hamilton, fehlte jegliche Fachkompetenz für ihre Ressorts. Besonders der Alkoholiker Hamilton konnte seine Aufgaben als Leiter der US-Marine nicht bewältigen. Diese Fehlbesetzungen wichtiger militärischer Posten mit unerfahrenen oder unfähigen Politikern zeigen Wills zufolge, dass Madison in der nahen Zukunft trotz der Spannungen mit Frankreich und dem Vereinigten Königreich noch keinen Krieg erwartete. Gallatin, anfangs das einzige kompetente und erfolgreiche Kabinettsmitglied, war wiederum als Ausländer eine einfache Zielscheibe für Regierungskritiker. Auch der später ernannte Monroe gilt besonders im Vergleich zu seinem Vorgänger Smith als kompetenter und Madison gegenüber loyaler Minister.

#### Oberstes Gerichtshof und Yazoo-Skandal
Während Jeffersons und Madisons Präsidentschaften waren Legislative und Exekutive fest in den Händen der Republikaner, allerdings blieb die Judikative in Form des Obersten Gerichtshofes unter Chief Justice John Marshall unter Kontrolle der Föderalisten. Dies führte zu Entscheidungen wie Marbury v. Madison (Madison wurde als Vertreter des Außenministeriums verklagt) und McCulloch v. Maryland, in denen das Oberste Gerichtshof mit dem richterlichen Prüfungsrecht eine aktivere Rolle in der amerikanischen Politik einnahm. Als der Richter William Cushing 1810 starb, füllte Madison den Posten mit dem jungen, prominenten Anwalt und embargofeindlichen Republikaner Joseph Story. Den nächsten vakanten Posten, den des Pennsylvaniers Samuel Chase, füllte Madison mit dem den Invisibles nahestehenden und ihm gegenüber loyalen Comptroller of the Treasury Gabriel Duvall. 1810 entschied das Oberste Gerichtshof im Fall Fletcher v. Peck über den Yazoo-Skandal, in den auch Madison verstrickt war. 1796 hatte die State Legislature Georgias den Verkauf mehrerer Millionen Acres Land aus dem früheren Siedlungsgebiet der Yazoo wegen einem Korruptionsfall für nichtig erklärt. Die großenteils aus dem Norden stammenden Spekulanten, an die das im Westen gelegene Land verkauft worden war, beriefen sich auf good faith und verlangten Entschädigungen, die der Staat nicht zahlen wollte. Zur Schlichtung dieses Streites hatte Präsident Jefferson ein Komitee aus Außenminister Madison, Finanzminister Gallatin und Justizminister (United States Attorney General) Levi Lincoln gebildet. Die Entscheidung dieses Komitees wurde unter anderem wegen eines Interessenkonflikts – sowohl Madison als auch Gallatins Schwäger waren Spekulanten – stark kritisiert und vom Kongress nicht ratifiziert. Noch in der Präsidentschaftswahl 1808 hatte die Aurora mit Yazoo verbundene Korruptionsvorwürfe gegen Madison wiederholt. Schließlich entschied das Oberste Gerichtshof, den Kauf für rechtmäßig zu erklären, wodurch Marbury v. Madison auf Gesetze der Bundesstaaten ausgedehnt wurde.

#### Annexion Westfloridas

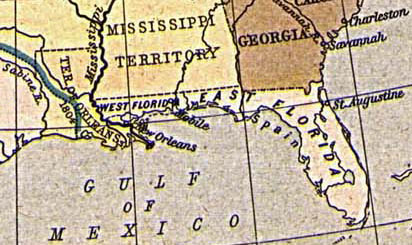
West- und Ostflorida um 1810

Während des Kaufs von Louisiana wurde nicht geklärt, ob das vom Königreich Spanien beherrschte Westflorida Teil des Vertrags sei. Die Vereinigten Staaten betrachteten das Gebiet als Teil ihrer Manifest Destiny, immerhin bestand die Bevölkerung des Landstrichs bereits zu großen Teilen aus amerikanischen Staatsbürgern, wollten einen Krieg mit Spanien allerdings nicht riskieren. Da die Kontrolle der spanischen Krone über Westflorida während der Feldzüge Napoleons auf der Iberischen Halbinsel schwand, entsandte Madison im Juni 1810 den Regierungsagenten William Wykoff dorthin, um die lokale Bevölkerung aufzurühren und auf eine Annexion durch die Vereinigten Staaten vorzubereiten. Tatsächlich erklärte eine Gruppe englischsprachiger Landbesitzer daraufhin die Unabhängigkeit der Republik Westflorida. Wenig später besetzten US-amerikanische irreguläre Truppen das spanische Fort Baton Rouge und verlangten die Annexion des Gebietes durch die Vereinigten Staaten. Um ein Eingreifen der europäischen Kolonialmächte zu vermeiden, ließ Madison in Westflorida verkünden, dass das Territorium von den Vereinigten Staaten annektiert worden sei, untersagte jedoch weitere Zusammenstöße mit dem spanischen Militär. Die Bevölkerung Westfloridas akzeptierte dies ohne Widerstand. Ähnliche Bemühungen in Ostflorida waren erfolglos; erst der Adams-Onís-Vertrag regelte die Abtretung ganz Floridas an die USA.

#### Steigende außenpolitische Spannungen mit dem Vereinigten Königreich

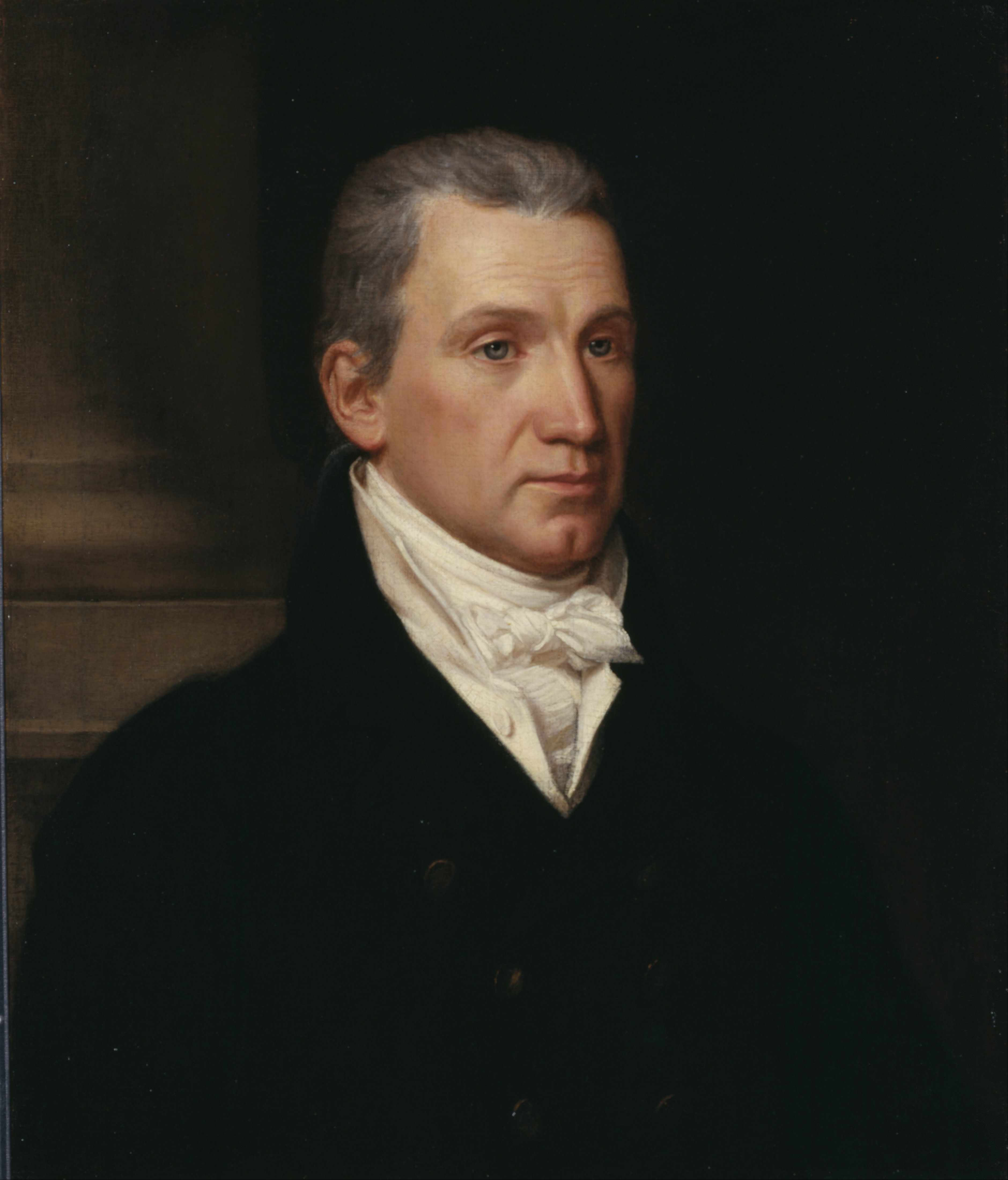
James Monroe (John Vanderlyn, 1816)

Obwohl das Embargo mit seinem Amtsantritt geendet hatte, wünschte Madison den Handelskrieg fortzuführen. Zum Unmut des zunehmend frustrierten Gallatins definierte er aber keine klare Regierungspolitik, die die Mängel des unpopulären und ineffizienten Non-Intercourse Acts behoben hätte. Ein diplomatisches Missverständnis mit Großbritannien, ausgelöst vom britischen Botschafter David Erskine, der im Mai 1809 ohne Erlaubnis seiner Regierung ein Ende der Orders-in-Council im Gegenzug für die Wiederaufnahme anglo-amerikanischer Handelsbeziehungen zusagte, spannte die Lage weiter an. Weitere Verhandlungen scheiterten an der Arroganz von Erskines Nachfolger Francis James Jackson und daran, dass die Aufhebung des Erskine-Beschlusses als eine Beleidigung der Vereinigten Staaten interpretiert wurde. Währenddessen erwies sich der Non-Intercourse Act als ein Desaster für die US-amerikanische Wirtschaft sowie für die Staatskassen, denen es an Zolleinnahmen mangelte. Erst mit Macon’s Bill No. 2 fiel im Mai 1810 die Entscheidung, den Handel mit Frankreich und dem Vereinigten Königreich wieder aufzunehmen und beide Parteien gegeneinander auszuspielen. Falls einer von beiden seine Angriffe auf US-amerikanische Handelsschiffe einstellen sollte, würde der Handel mit dem jeweils anderen Staat wieder eingestellt werden. Schon Zeitgenossen erkannten die Realitätsferne dieses Planes und warfen Madison wiederholt vor, gegenüber den Feinden der Vereinigten Staaten zu weich zu sein; Frankreich beendete die Angriffe nur auf dem Papier (laut Feldman um Spannungen zwischen den Vereinigten Staaten und dem Vereinigten Königreich zu fördern), während das Vereinigte Königreich das Angebot schlicht ablehnte. Für Madison sowie für viele weitere Politiker war Anfang der 1810er deshalb klar, dass ein zweiter Krieg mit der alten Kolonialmacht bevorstand. Seine Versuche, den Kongress deshalb von Militärinvestitionen zu überzeugen, scheiterten jedoch zunächst an dessen republikanischer Sparpolitik.
Neben Streitigkeiten mit Großbritannien kam es auch zu immer mehr Kämpfen mit Indianern in der Frontier, die mit Großbritannien alliiert waren und auf deren Gebiete die Vereinigten Staaten im Rahmen der Manifest Destiny Ansprüche erhob. Trotz Madisons allgemein positiver Einstellung zur „roten Rasse“ – sie sollten zur Eingliederung in die weiße Gesellschaft, der „Zivilisation“ studiert werden – wurden sie immer mehr von weißen Siedlern bedrängt. Zu ihrer Verteidigung bildete der Shawnee Tecumseh eine Indianerallianz (allgemein unter dem Namen Tecumsehs Konföderation bekannt), die auf den traditionalistischen und europakritischen Ideen seines Bruders, des Propheten Tenskwatawa, basierte. Der Gouverneur des Indiana-Territoriums William Henry Harrison reagierte am 7. November 1811 mit einem Truppenaufmarsch nahe der Hauptstadt der Konföderation Prophetstown. In den frühen Morgenstunden griffen die Truppen der Indianerallianz Harrison an und zogen sich zurück, als ihnen ihre Munition ausging. Obwohl er große Verluste hinnehmen musste, konnte Harrison Prophetstown zerstören und berichtete deshalb von einem Sieg. Diese Schlacht von Tippecanoe erhob Harrison zum Helden, verhalf ihm zum Sieg in der Präsidentschaftswahl 1840 und eskalierte die Konflikte mit der Indianerkonföderation und Großbritannien. Sie bedeutete auch, dass ein Krieg mit dem Vereinigten Königreich zu einem erneuten Krieg mit den einheimischen Indianern führte.

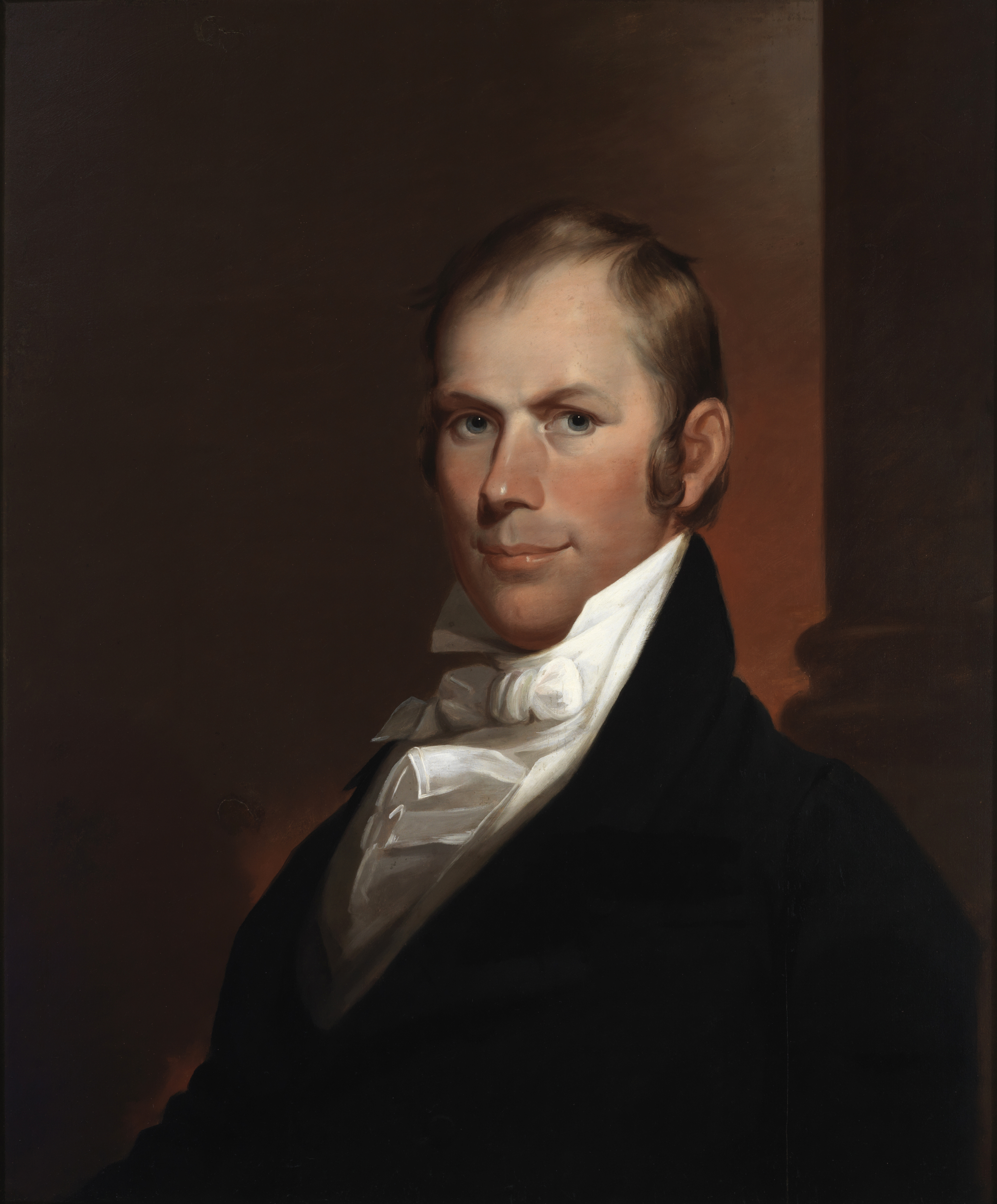
Henry Clay (1818)

Nachdem weitere Verhandlungen mit dem nächsten britischen Botschafter Augustus Foster gescheitert waren, warf Madison in einer Nachricht an den Kongress dem Vereinigten Königreich Kriegstreiberei vor und empfahl erneut Kriegsvorbereitungen. Kritisiert wurde dieses Vorgehen vor allem von Politikern aus den Nordstaaten, d. h. den Clintonites und Föderalisten, da sich diese im Kriegsfall direkt an der Front zur britischen Kolonie Oberkanada wiederfänden. Wie schon beim Embargo weigerten sich viele dortige Politiker, die Regierungsmaßnahmen zu unterstützen. Auch John Randolph of Roanoke mahnte, dass eine Allianz mit Napoleon, dem modernen Attila, und ein Krieg für republikanische Prinzipien nicht vereinbar sei. Hinter dem Präsidenten standen jedoch die Kriegsfalken (englisch war hawks) der Republikanischen Partei, eine lose Gruppierung um den Speaker Henry Clay. Sie strebten die Eroberung großer Teile Nordamerikas an, darunter Kanada und Florida. Von Nationalehre angetrieben, unterstützten selbst Old Republicans und Invisibles schlussendlich Kriegsvorbereitungen. In den kommenden Monaten wurde die Beziehung zum Vereinigten Königreich durch Spionagevorwürfe und einem erneuten Embargo von Seiten der Vereinigten Staaten noch mehr belastet. Schließlich erklärte Madison am 1. Juni 1812 dem Vereinigten Königreich den Krieg, was am 4. Juni vom Repräsentantenhaus mit 79 zu 49 Stimmen, zwei Wochen später vom Senat mit 19 zu 13 Stimmen angenommen wurde.

#### Krieg von 1812
Der Krieg von 1812 mit dem Vereinigten Königreich wurde von Zeitgenossen und Historikern oft als „zweiter Unabhängigkeitskrieg“ gegen das ehemalige Mutterland interpretiert. Weit verbreitet war der Glaube an einen leichten, schnellen Sieg, da das Vereinigte Königreich vermeintlich militärisch von den Napoleonischen Kriegen abgelenkt und Kanada nur schwach verteidigt werde; bei der Eroberung handle es sich nur um einen Marsch. Nach dem Verlust Kanadas und seiner Rohstoffe sei das Vereinigte Königreich zur Kapitulation gezwungen. So vermiede man einen teuren Krieg. Schon früh zeigte sich jedoch, dass das Militär durch die jahrelangen Sparmaßnahmen der Republikaner stark geschwächt worden war. Es fehlte der US-amerikanischen Armee an Truppen, den Offizieren und Befehlshabern an Führungsstärke und der Marine an Schiffen.

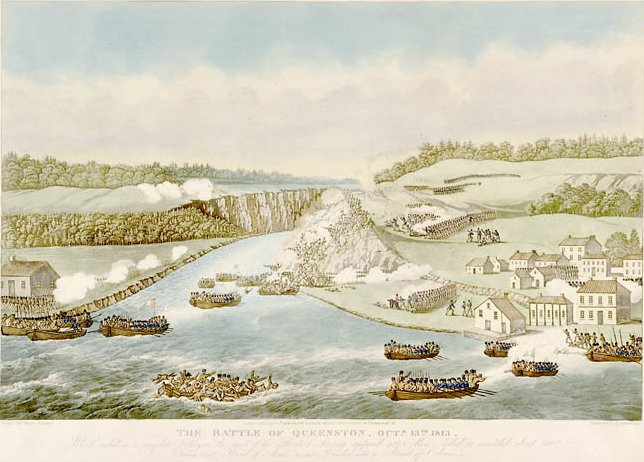
Schlacht von Queenston Heights (James B. Dennis, etwa 1866)

Der Plan des US-Militärs, einen Zangenangriff auf Kanada zu unternehmen, scheiterte schon in den ersten Kriegsmonaten an der Inkompetenz seiner Generäle, der mangelhaften Kommunikation zwischen ihnen und dem fehlenden Training der Soldaten. Sowohl im Westen als auch im Osten kam es zu demütigenden Niederlagen bei der Schlacht bei Queenston Heights und der Belagerung von Detroit, bei der praktisch das gesamte Michigan-Territorium verloren ging. In den ersten Kriegsjahren überraschte wegen des Könnens ihrer jungen Admiräle nur die von den Republikanern zuvor abgewirtschaftete Marine als einziges erfolgreiches Organ der Streitkräfte. Hinzu kam die beinahe Insolvenz der Vereinigten Staaten, die nur durch Kriegsanleihen verhindert wurde. Auf Grund dieser Niederlagen wurden die unfähigen Kriegs- und Marineminister Madisons im Winter 1812/13 von John Armstrong junior und William Jones ersetzt. Im Westen übernahm der „Held von Tippecanoe“ Harrison das Kommando. Die Ambitionen Außenminister Monroes auf einen militärischen Posten wurden von Madison abgewiesen. Auch in der Armee begann eine Reform der Generalität nach meritokratischem Prinzip, die erst nach einigen Jahren vollendet war.
In der Wahl von 1812 trat Madison, nachdem George Clinton in seinem Amt als Vizepräsident an einem Herzinfarkt verstorben war, gegen dessen Neffen DeWitt Clinton an, der Gouverneur New Yorks war. Dieser bildete mit den Föderalisten eine Anti-Madison-Koalition, mit der verglichen Madison für die Old Republicans als geringeres Übel erschien. Madison musste dennoch Verluste bei den Wählerstimmen einstecken und wurde nur dank seines knappen Sieges in Pennsylvania mit 128 zu 89 Stimmen im Electoral College wiedergewählt. Zum neuen Vizepräsidenten wurde Elbridge Gerry gewählt, der Stimmen in den Nordstaaten sammeln sollte und zu alt war, um Madisons Wunschnachfolger Monroe in der Präsidentschaftswahl 1816 gefährden zu können.

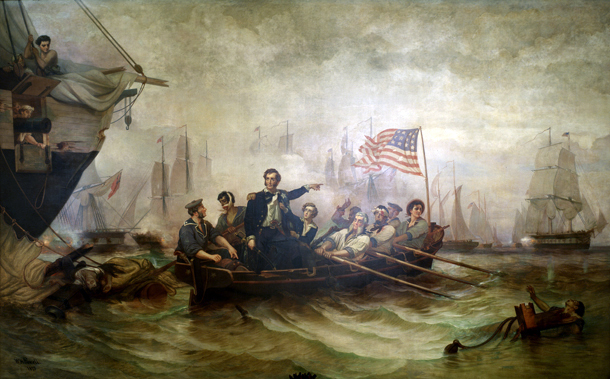
Schlacht auf dem Eriesee (William Henry Powell, 1873)

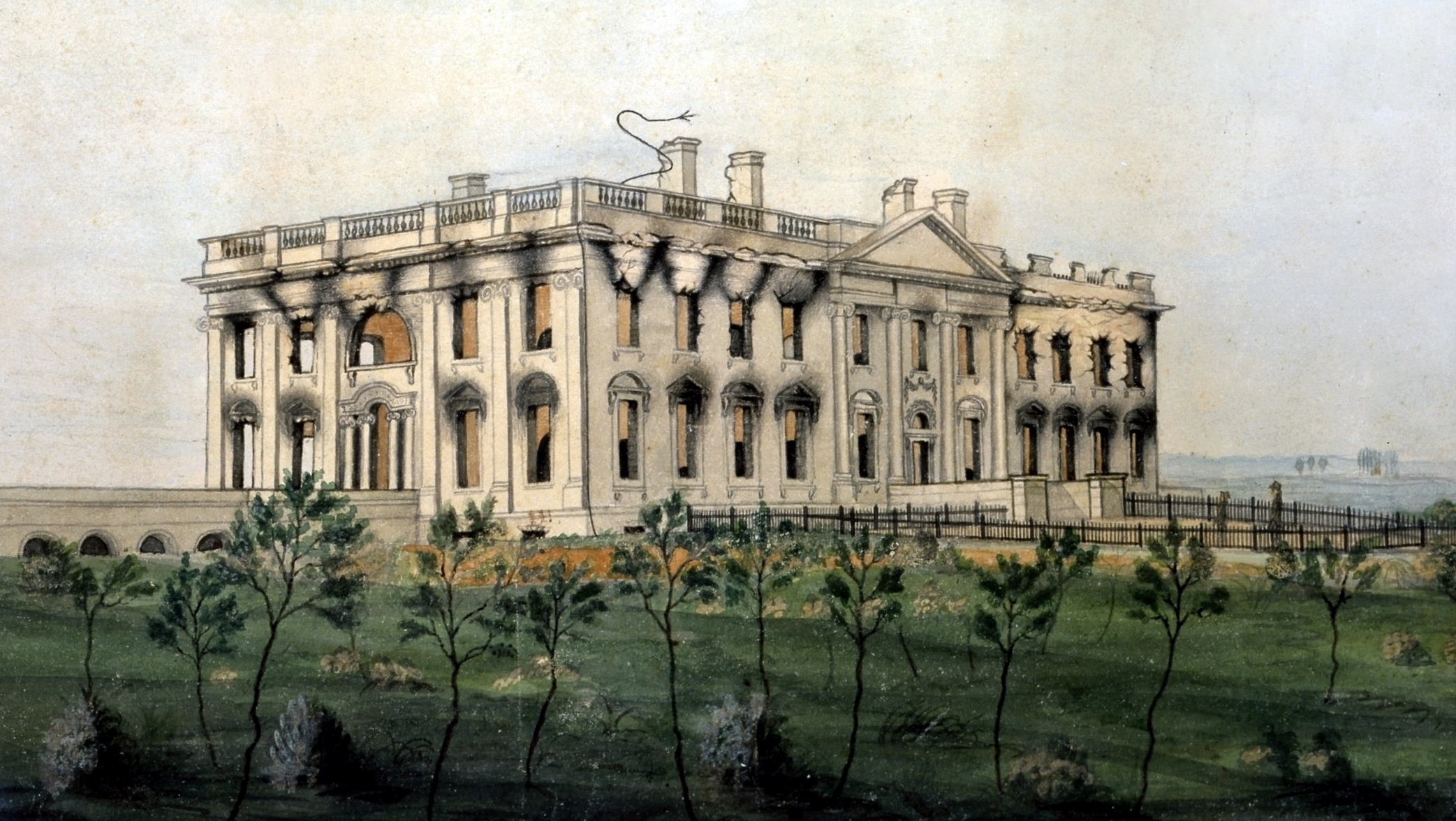
The President’s House (Das Haus des Präsidenten, Weißes Haus nach dem Brand von Washington, George Munger, 1814/15)

Wie schon 1812 scheiterte der Vorstoß der amerikanischen Armee auf den Sankt-Lorenz-Strom trotz anfänglicher Erfolge und klarer zahlenmäßiger Überlegenheit in den Schlachten am Châteauguay und bei Chrysler’s Farm. Zugleich wurden Kriegsgegner wie Daniel Webster in das Repräsentantenhaus gewählt, die die Regierungsgeschäfte erschwerten und den republikanischen Führungskräften Inkompetenz und übermäßige Ambitionen vorwarfen. Hingegen konnte die amerikanische Flotte unter Oliver Hazard Perry in der Schlacht auf dem Eriesee die Royal Navy auf den Großen Seen entscheidend besiegen, was von Harrison in der Schlacht am Thames River zur Rückeroberung des Michigan-Territoriums ausgenutzt wurde. In derselben Schlacht wurde der Indianerkonföderation mit dem Tod Tecumsehs ein schwerer Schlag versetzt. Friedensverhandlungen begannen 1813 in Gent im Königreich der Vereinigten Niederlande. Die amerikanische Delegation bestand aus Gallatin, Clay, dem Botschafter in Russland John Quincy Adams, dem föderalistischen Senator James A. Bayard senior und dem Botschafter in Schweden Jonathan Russell. George W. Campbell folgte Gallatin ins Finanzministerium. Etwa zeitgleich wurde Justizminister William Pinkney, der zurückgetreten war, mit Richard Rush ersetzt. Beiden Politikern fehlte es im Vergleich zu ihren Vorgängern an Fachkompetenz.

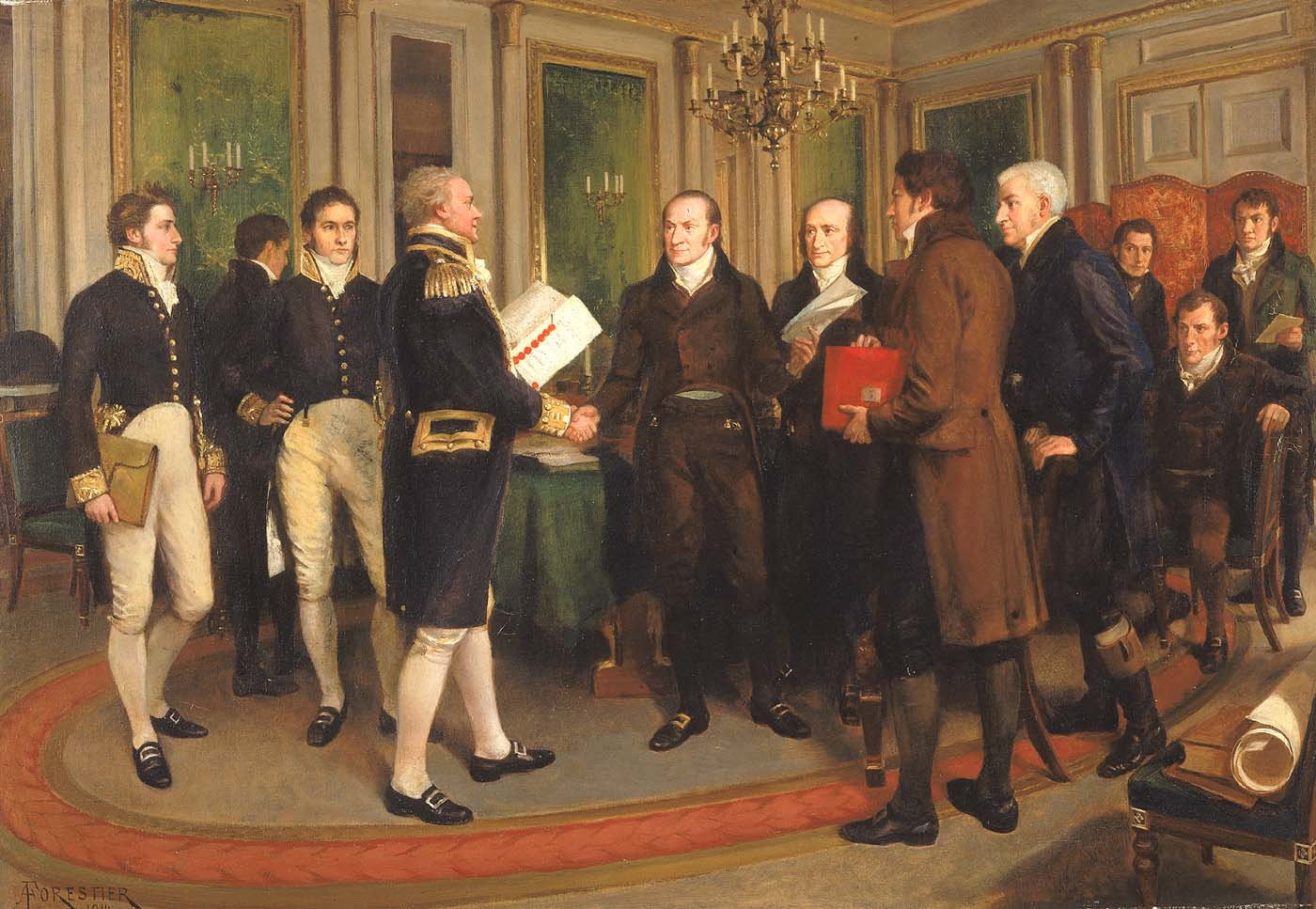
The Signing of the Treaty of Ghent, Christmas Eve, 1814 (Das Unterzeichnen des Vertrags von Gent, Heiligabend, 1814, Amédée Forestier, 1914.)

Obwohl auch die Invasion des Kriegsjahres 1814 nicht erfolgreich war, hatte die Qualität US-amerikanischer Truppen sich im Vergleich zu Kriegsbeginn gebessert. In der Schlacht bei Chippewa konnten die Amerikaner sogar einen Sieg davontragen. Angeführt wurden sie dabei vom jungen Winfield Scott, der als einer der erfolgreicheren amerikanischen Generäle des Kriegs von 1812 gilt. Das vorläufige Ende der Napoleonischen Kriege und die Absetzung Napoleons im Frühjahr 1814 erlaubte dem Vereinigten Königreich, kampferfahrene Truppen auf den amerikanischen Kontinent zu verlegen, wodurch Hoffnungen auf eine mögliche Eroberung Kanadas ein Ende gesetzt wurde. Für das Scheitern der Offensive wurde Kriegsminister Armstrong, der die Kommunikation zwischen dem Präsidenten und den Generälen zu seinem eigenen Vorteil behindert hatte und unter seinen Kabinettskollegen sowie den Truppen zunehmend unbeliebt wurde, zur Verantwortung gezogen. Auch die Eskalation der Raubzüge der Royal Navy in den Südatlantikstaaten, die schon Anfang 1813 begonnen hatten, wurde ihm vorgeworfen. Nach der Plünderung der Hauptstadt durch die britische Armee im August 1814 wurde er zum Rücktritt gezwungen und kommissarisch mit Monroe ersetzt. Auf Marineminister Jones, der sich aus gesundheitlichen Problemen ins Privatleben zurückgezogen hatte, folgte Benjamin Crowninshield. Wegen der nahezu hoffnungslosen finanziellen Lage der Vereinigten Staaten trat auch Finanzminister Campbell zurück, dessen Nachfolger Alexander J. Dallas wurde. Im Herbst dieses Jahres konnte die US-amerikanische Armee britische Angriffe auf die Chesapeake Bay und New York in den Schlachten von Baltimore und bei Plattsburgh zurückschlagen.
Nach drei Jahren Krieg beriefen einige radikale Föderalisten die Hartford Convention, in der sie über die von ihnen wahrgenommenen demokratisch-republikanische Tyrannei richten wollten. Trotz der Gerüchte um eine Sezession Neuenglands wurden nur verschiedene Zusatzartikel zur Verfassung vorgeschlagen. Mit dem Kriegsende trafen ihre Ersuche jedoch auf taube Ohren. Nach der Schlacht von New Orleans nahm die amerikanische Öffentlichkeit die Handlungen der Hartford Convention als Hochverrat wahr, was das Ende der Föderalistischen Partei einläutete. In dieser Schlacht hatte der amerikanische General Andrew Jackson, der als Held von New Orleans 1828 zum Präsidenten gewählt wurde, ohne nennenswerte Verluste die Stadt gegen einen britischen Angriff gehalten. Dieser Erfolg sicherte nicht nur Madisons Popularität als der „Sieger“ des Krieges, sondern auch die Kontrolle der Vereinigten Staaten über die neu gekauften Territorien im Westen. Als die Schlacht geschlagen wurde, war jedoch schon Frieden geschlossen worden; die Nachricht aus Gent erreichte Amerika aber erst später. In Gent hatte die von Gallatin angeführte amerikanische Delegation einen Diktatfrieden des Vereinigten Königreiches verhindern können, obwohl es sich anfangs noch an den abtrünnigen Kolonien rächen wollte und territoriale Zugeständnisse sowie die Abtretung großer Teile des Nordwestterritoriums an die Indianerkonföderation forderte. Nach ihren Niederlagen im Herbst 1814 in Baltimore und Plattsburgh waren diese Forderungen ohne Grundlage und eine erneute Offensive laut dem Duke of Wellington zu kostspielig. Der Friede von Gent stellte also den status quo ante bellum wieder her und überließ Streitfragen wie das Impressment späteren Konventen. Die amerikanischen Unterhändler wurden als Helden gefeiert und erhielten als Belohnung hohe Botschafterposten, während Clay zu seinem Posten als Sprecher des Repräsentantenhauses zurückkehrte. Mit der Schlacht von Waterloo folgte das eigentliche Ende der Napoleonischen Kriege; im Wiener Kongress wurde für einige Jahrzehnte der Frieden in Europa gesichert.

#### Nationalbank
Die Charta der Nationalbank lief nach 20 Jahren im März 1811 aus, weshalb eine Diskussion um eine mögliche Verlängerung dieser entflammte. Die republikanische Regierung war von ihrem Nutzen überzeugt, weshalb sie für ihren Fortbestand eintrat. Gallatin musste allerdings ohne öffentliche Unterstützung des Präsidenten für die Bank agieren und alleine der gleichen Kritik entgegentreten, die Hamilton erfahren hatte. Eine mögliche Erklärung für Madisons Tatenlosigkeit ist, dass er seinen Meinungswechsel nicht zugeben wollte. Gegner der Nationalbank waren neben Old Republicans die Befürworter von Bundesstaatsbanken aus beiden Parteien und Gallatins persönliche Opponenten. Ohne Madisons an seiner Seite konnte Gallatin gegen die Opposition der Invisibles nur ein Unentschieden im Senat erreichen. Clinton, der als Vizepräsident über seine Funktion als Präsident des Senats solche Unentschieden brechen sollte, entschied sich entgegen dem Willens des Präsidenten gegen die Bank. Damit fiel eine der wichtigsten Geldquellen für die Regierung weg, was im Krieg von 1812 beinahe zu ihrem Bankrott führte. Nach dem Ende des Krieges trieb Madison den Kongress dazu an, eine Second Bank of the United States zu gründen. Die Old Republicans konnten ihm nur noch vorwerfen, hamiltonischer zu sein als Hamilton – in Wirklichkeit hatten sie ihre alte Kraft verloren. Zusammen mit einem neuen Zollgesetz, das teilweise als erster protektionistischer Zoll der US-amerikanischen Geschichte bezeichnet wird, unterzeichnete Madison 1816 ein Gesetz zur Gründung der zweiten Nationalbank. Seine letzte Amtshandlung war es, gegen ein weitreichendes Gesetz zur Verbesserung der Infrastruktur („internal improvements“) sein Veto einzulegen, da das Gesetz gegen die Verfassung verstoße. Man müsse erst einen Zusatzartikel verabschieden, um solche Maßnahmen durchführen zu können.

### Lebensabend

Verteilung der Wahlmänner bei der Präsidentschaftswahl 1820 nach Bundesstaat

Wie Washington und Jefferson lehnte Madison es ab, ein drittes Mal für die Präsidentschaft zu kandidieren. In den letzten Tagen seiner Amtszeit erreichte seine Popularität einen Höhepunkt; selbst John Randolph of Roanoke nannte ihn „einen großen Mann [...] in einigen Angelegenheiten“ (englisch a great man [...] in some regards). Zu dieser Zeit wurde angenommen, dass er in der Geschichtsschreibung an gleicher Stelle wie Washington stehen werde, da er die Vereinigten Staaten im zweiten Unabhängigkeitskrieg erneut in den Sieg geführt hätte. Sein Amt verließ er, so ein Zeitgenosse, „fröhlich wie ein Schuljunge auf dem Weg in die Ferien“ (englisch like a school boy on a long vacation). An seine Stelle trat sein Wunschnachfolger Monroe. Seine Präsidentschaft, die von Prosperität, dem Übergang von der Generation der Gründerväter auf die Nachgeborenen und dem politischen Konsens nach dem Untergang der Föderalistischen Partei geprägt wurde, ging als „Era of Good Feelings“ in die Geschichte ein. Auch nach seiner Präsidentschaft blieb Madison politisch als Elder Statesman aktiv und riet Monroe persönlich zu solchen Maßnahmen wie der Monroe-Doktrin, die weitreichende Auswirkungen auf die spätere Außenpolitik der Vereinigten Staaten hatte.
Die letzten zwei Jahrzehnte seines Lebens verbrachte Madison als Tabakpflanzer auf seiner Plantage Montpelier. Er beschäftigte sich nach seinem Rückzug ins Privatleben hauptsächlich mit der Landwirtschaft und der Landtechnik, von der er in seinen Briefen ausführlich schrieb. Zu dieser Zeit erlebte die virginische Landwirtschaft jedoch eine Rezession, die durch das Ende der kriegsbedingt hohen Nachfrage im Hauptexportziel Europa und einer Reihe schlechter Ernten ausgelöst worden war und zu einer Auswanderungswelle vom Land führte. Während sowohl Jefferson als auch Monroe nach ihren Präsidentschaften bankrottgingen, vermied Madison dies durch seine Sparsamkeit, seine Offenheit für agrartechnische Innovationen und sein großes Kapital. Dass er sich weigerte, vom Sklavenhandel zu profitieren, und dass er regelmäßig Geld an seinen durch Glückspiel verarmten Stiefsohn John Payne Todd schicken musste, leerte ihm jedoch seine Kassen. 1825 wurde ihm sogar von der Nationalbank trotz persönlicher Bitte an den Leiter Nicholas Biddle ein Kredit verweigert. Im Ruhestand engagierte Madison sich auch für verschiedene Bildungsprojekte. Er war mit Jefferson Mitbegründer der humanistisch geprägten und vom Staat Virginia finanzierten University of Virginia in Charlottesville, deren Rektorenschaft er 1826 nach Jeffersons Tod für acht Jahre übernahm.
Wie die Nation in dieser Epoche insgesamt begann Madison in seinen letzten Jahren, sich mit der Sklaverei auseinanderzusetzen. Wie viele seiner Zeitgenossen war er sein Leben lang ökonomisch von seiner Plantage Montpelier und von der Sklaverei abhängig. Als Aufklärer hielt er diese jedoch mit der Moral und den Prinzipien der Unabhängigkeitserklärung und einer Republik für unvereinbar. Des Weiteren spaltete die Sklaverei die Vereinigten Staaten in die Nord- und die Südstaaten. Er trat deshalb erfolglos für eine schrittweise Emanzipation der Sklaven mit Entschädigung für die ehemaligen Besitzer ein. Die Schwarzen sollten jedoch nicht in die weiße Gesellschaft eingegliedert werden. Das friedliche, egalitäre Zusammenleben beider „Rassen“ sei nämlich wegen der Unterschiede und Vorurteile der Weißen und Schwarzen unmöglich. Stattdessen müssten die Freigelassenen nach Afrika zurückgeführt werden (wozu allerdings nur die wenigsten Afroamerikaner bereit waren), wo sie eine eigenständige Gesellschaft schaffen könnten. Zu diesem Zweck gründete er mit vielen prominenten Politikern wie Clay und dem Chief Justice John Marshall die American Colonization Society. Aus diesem Projekt ging der afrikanische Staat Liberia hervor. Mit der Erfindung der Egreniermaschine wurde die Sklaverei so profitabel, dass viele weiße Plantageneliten sie als erstrebenswert und wertvoll bewerteten und sie erst nach dem Amerikanischen Bürgerkrieg abgeschafft werden konnte. Seinen eigenen Sklaven ließ er auf Montpelier einige Häuser errichten, wodurch er die Beziehungen zwischen britischen Großgrundbesitzern und ihren Arbeitern nachbildete. Damit seine Frau Dolley nicht in Armut leben müsse, befreite er seine Sklaven nach seinem Tod allerdings nicht. Stattdessen übertrug er ihr das Recht darauf, seine persönlichen Dokumente zu verkaufen. Dazu gehörten auch seine Notizen zum Verfassungskonvent.
Angeführt vom damaligen Vizepräsidenten John C. Calhoun nullifizierte South Carolina das Zollgesetz von 1828 (genannt Tariff of Abominations, zu Deutsch etwa Zoll der Abscheulichkeiten) und später das Zollgesetz von 1832, die beide zur Förderung der amerikanischen Industrie dienten, und führte dadurch die Nullifikationskrise herbei. Dabei beriefen sie sich auf die Kentucky and Virginia Resolutions; die Bundesstaaten hätten demnach das Recht, verfassungswidrige Bundesgesetze zu annullieren. Dazu gehörte die Förderung der Industrie, da diese laut der Verfassung kein explizites Ziel der Bundesregierung sei. In viel beachteten Zeitungsartikeln verteidigte Madison die Verfassungsmäßigkeit des Zolls. Dass das Zollgesetz den Süden diskriminiere, wie die „Nullifizierer“ behaupteten, sei noch keineswegs ein Verfassungsverstoß und mit den Alien and Sedition Acts, die die Meinungsfreiheit eingeschränkt hatten, nicht vergleichbar. Deswegen die ultima ratio der Sezession in Betracht zu ziehen, gefährde den Fortbestand des Landes. Des Weiteren bestritt er die Auffassung der Nullifizierer, dass die Verfassung ein Vertrag zwischen souveränen Einzelstaaten sei. In den Augen der Nullifizierer diskreditierte er sich damit als seniler Heuchler, der seine alten Prinzipien verraten habe.

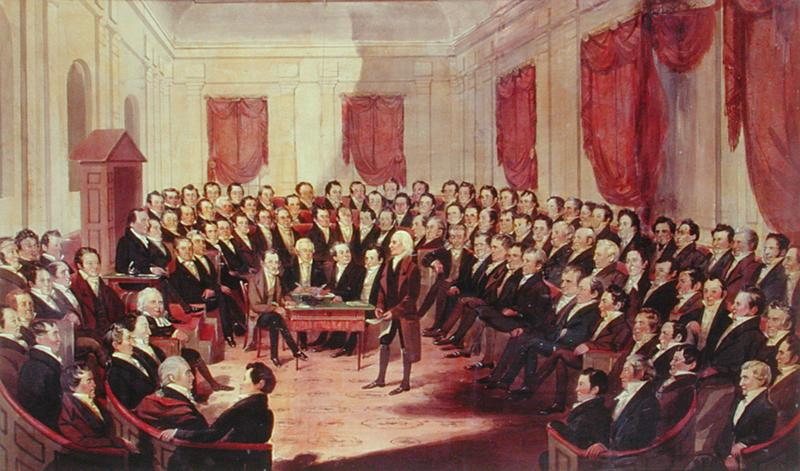
Verfassungskonvent von Virginia 1829–1830 (George Catlin)

Sein letzter Auftritt auf der politischen Bühne war während des Verfassungskonvents von Virginia 1829–1830, der letzten Zusammenkunft der virginischen Gründergeneration. Neben Madison, dem letzten noch lebenden Mitglied des ersten Verfassungskonvents von Virginia, nahmen Monroe und Marshall, die beide noch unter Washington gedient hatten, am Treffen teil. Entschieden werden sollte über das Zensuswahlrecht und ob nicht wahlberechtigte Sklaven bei der Sitzverteilung in der State Legislature weiterhin berücksichtigt werden sollten. Madison schlug auf Grund der wachsenden Stadtbevölkerung vor, das Wahlrecht in Richtung des Zensuswahlrechtes zu liberalisieren. Sklaven sollten laut Madison nur im Oberhaus berücksichtigt werden. Im Unterhaus regte er eine Reform an; nur die Weißen sollten gezählt werden. Allerdings empörte dieser Vorschlag Delegierte aus dem sklavenreichen Osten, weshalb er eine Drei-Fünftel-Klausel als Kompromiss anbot. In einer Rede am 2. Dezember 1829 verteidigte er das Minderheitenrecht des Westens, das von der Mehrheit im Osten nicht unterdrückt werden dürfe, und riet den Rest des Konventes zu Kompromisswilligkeit. Trotz den Mahnungen des Elder Statesman wurde die alte Sitzverteilung beibehalten.
Madison starb als einer der letzten Gründerväter am Morgen des 28. Juni 1836 in Montpelier nach einer langanhaltenden Krankheit und wurde am nächsten Tag beerdigt. Er hatte das Angebot abgelehnt, seinen Tod auf den 4. Juli zu verzögern, der der 60. Jahrestag der Unabhängigkeitserklärung gewesen wäre. Schon Jefferson und Adams waren an ihrem 50. und Monroe an ihrem 55. Jahrestag gestorben. Madison richtete seine letzten Worte an seine Nichte: „Nichts mehr als ein Sinneswandel, Schatz.“ (englisch Nothing more than a change of mind, dear.)

## Persönlichkeit

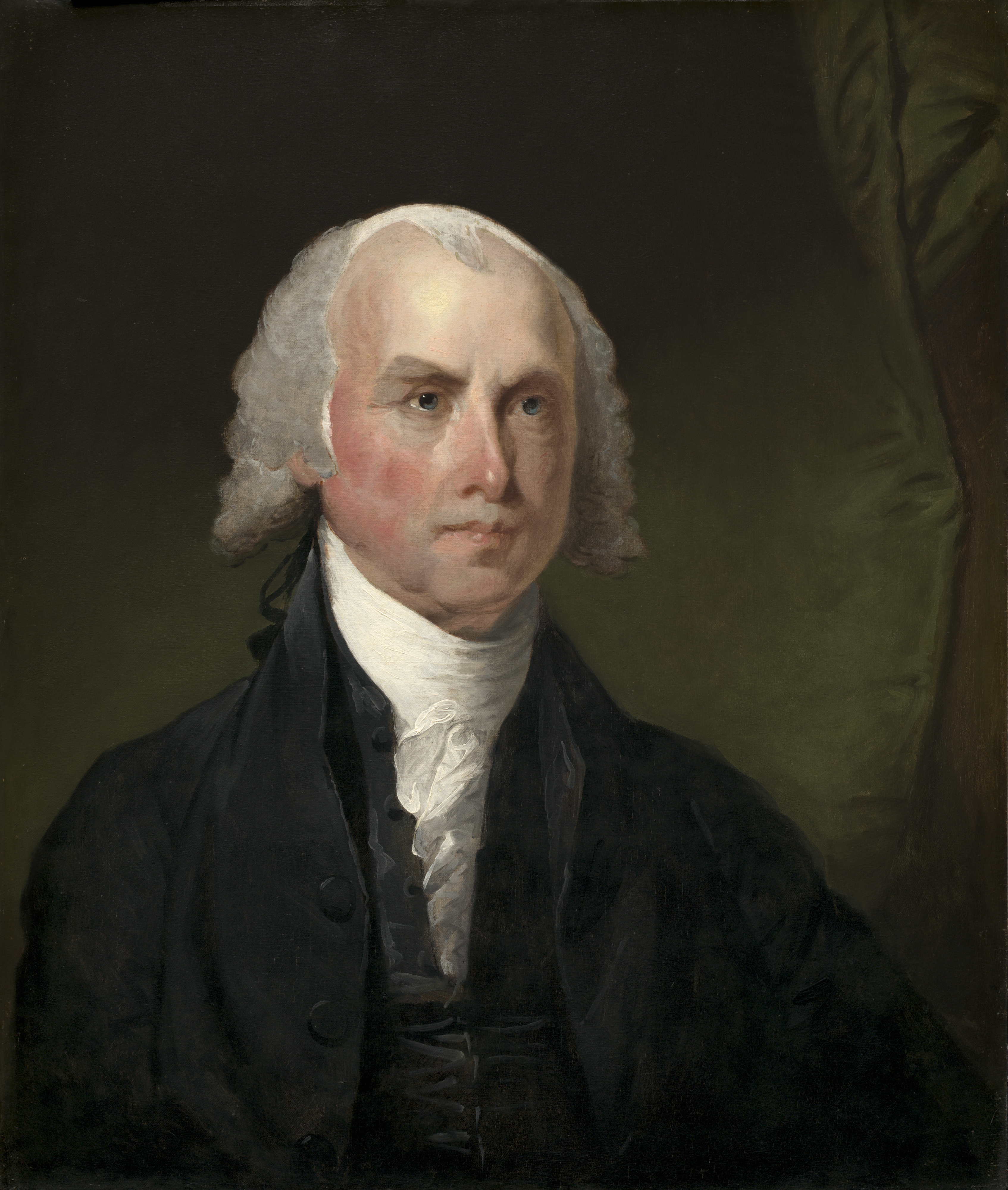
James Madison (Gildert Stuart, 1821)

Madison wurde oft als schmächtiger Mann beschrieben: Er war unter 170 Zentimeter groß (Angaben reichen von 162 zu 167 Zentimeter), wog etwa 45 Kilogramm, hatte eine für öffentliche Reden untaugliche Stimme und eine Stirnglatze. Manche seiner Gegner bezeichneten ihn als Pygmäen. Seine schwache Gesundheit und epilepsieähnliche Anfälle (wahrscheinlich nur Migräne oder eine Hysterische Epilepsie) führten dazu, dass er schon als Student einen baldigen Tod erwartete und sich eine strenge Disziplin auferlegte. Mehrfach behinderte diese schwache Konstitution ihn, zum Beispiel während seines Studiums oder während einiger legislativen Debatten. Auch fürchtete er sich vor längeren Reisen, weshalb er nie die Vereinigten Staaten verließ. Dies führte zu einer Neigung zum Provinzialismus. Während seiner politischen Karriere und Präsidentschaft zog er sich aus gesundheitlichen Gründen oft zurück. Während des Kriegs von 1812 im Juni 1813 führte einer dieser Anfälle beinahe zu seinem Tod.
Madisons Umgang mit großen Versammlungen und Reden war von Schüchternheit und fehlendem Charme geprägt; eine Zeitgenossin, die Frau des Abgeordneten Theodorick Bland Martha Bland, verurteilte ihn als „asozialste Kreatur“ außerhalb der Politik. Dank seinem unscheinbaren äußeren Erscheinungsbild und seiner sozialen Unbeholfenheit machte er fast nie einen guten ersten Eindruck, trat aber auch nie in der Klatschpresse auf – im Gegensatz zu Jefferson und Hamilton, deren jeweilige Affären mit Sally Hemings und Maria Reynolds zu mehrfachen gegenseitigen Diffamierungen führten. Noch heute gilt er als ein zurückgezogener, nüchterner Intellektueller. Sowohl diese Schüchternheit als auch sein eher unscheinbares Erscheinen qualifizierten ihn laut Wills eher für das Abgeordneten- als das Präsidentenamt. So war er im Kontinentalkongress anfangs sehr zurückhaltend und beteiligte sich in den ersten Monaten fast gar nicht an den dortigen Debatten. Während seiner Präsidentschaft wurde statt ihm seine charismatische Frau Dolley Madison, die den europäischen Geschmack mit dem Republikanismus verbinden konnte, als Gastgeberin zum Nabel des Gesellschaftsleben in der Hauptstadt. Sie gilt deshalb als die erste First Lady der amerikanischen Geschichte. Ihre Beziehung zueinander war von gegenseitiger Wertschätzung und Liebe geprägt.
Gesprächspartner wie der britische Diplomat Augustus Foster 1807 oder die britische Schriftstellerin Harriet Martineau 1835 beschrieben Madison hingegen bis ins hohe Alter als herzlichen, humorvollen und außergewöhnlich intelligenten Menschen. Ketcham schreibt, dass Madison seine Schüchternheit nur im engeren Kreis oder bei ihm vertrauten Themen überwinden konnte. Durch seinen Intellekt und das Schreibtalent konnte er sich trotzdem auf der nationalen Bühne etablieren und an Einfluss gewinnen. Ferner beschreibt er ihn als den Typus eines aufklärerisch gebildeten Gelehrten: Schon als Student hatte er sich neben einem großen Allgemeinwissen und einer Achtung der Sekundärtugenden auch eine enorme Wissbegierde angeeignet. Seine Reden in der Legislative überzeugten oft wegen seiner immensen Vorbereitung und der klaren, sinnvollen Argumentation, die er zuvor präpariert hatte. Auch der föderalistische Abgeordnete Fisher Ames urteilte im Ersten Kongress, dass Madison ihr „erster Mann“ sei. Bei politischen Entscheidungen zog Madison sich meist zur Recherche zurück und sammelte seine Schlüsse in einem Essay. Dabei gelang es ihm laut Feldman oftmals, bei alltäglichen politischen Entscheidungen einen roten Faden zu erkennen. Als Eklektiker setzte er Ketcham zufolge fremde Denkweisen, für die sein Studium ihn sensibilisiert hatten, für die Verteidigung seiner demokratischen Ideale wie der Freiheit ein. John Randolph of Roanoke machte sich über dieses Verfahren hingegen lustig: Es würde ihn freuen, dass sein Feind mit Schreibereien beschäftigt sei.

## Nachleben

### Historische Bewertung

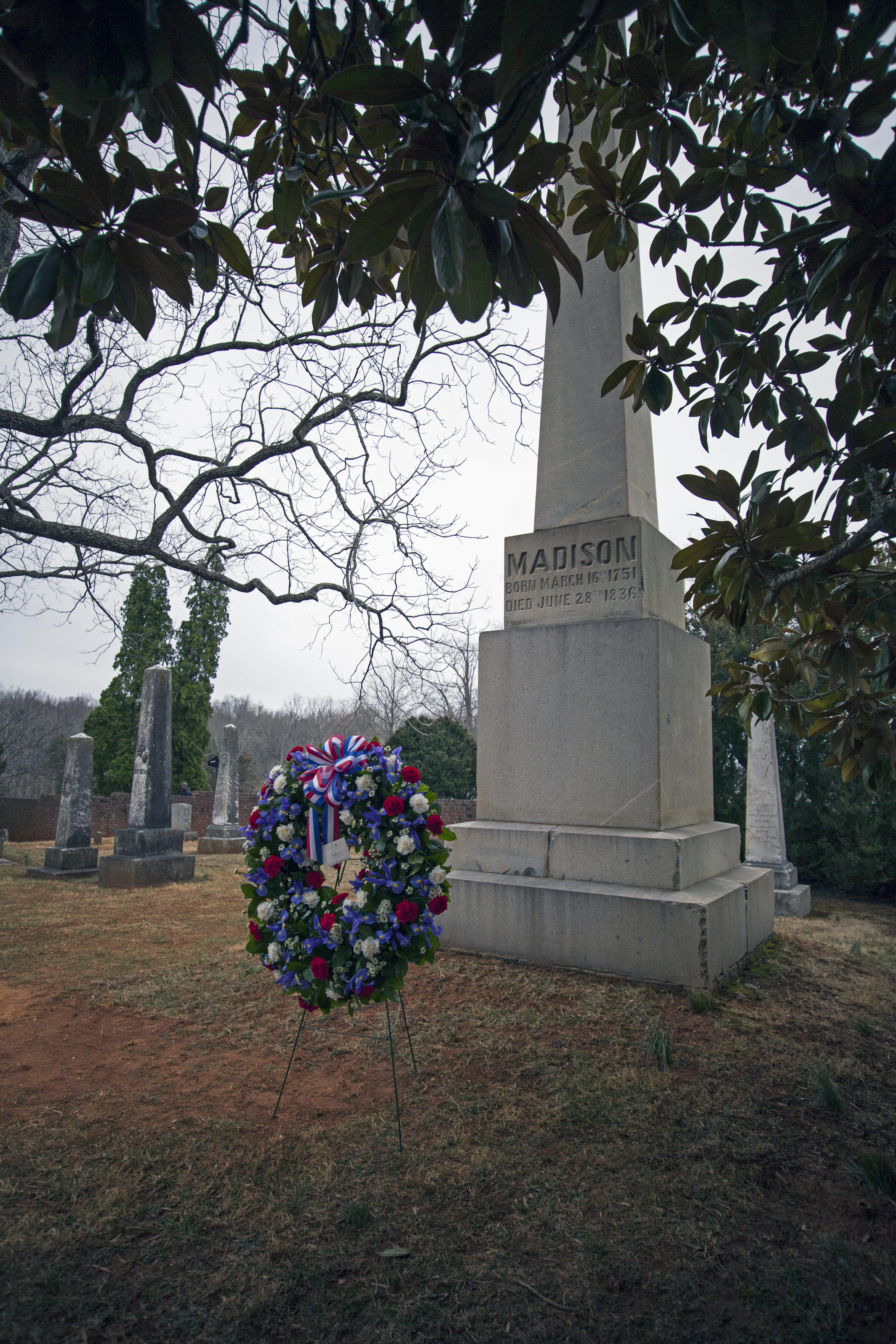
James Madisons Grabmal

In bisher 44 Bänden (Stand: 2023) geben William T. Hutchinson et al. seit 1962 die Werke Madisons heraus, von denen allein in der Library of Congress 22.000 Schriftstücke vorhanden sind. Die sechsbändige Biographie Madisons durch Irving Brant (1941–1961) wertet große Teile Madisons’ Werkes aus, ist laut dem Historiker Willi Paul Adams jedoch von späteren Biographien überholt worden. Er nennt Ralph Ketcham (1971), Drew R. McCoy (1989; nur über Madisons Ruhestand), Jack N. Rakove (1990) und die dreibändige Biographie von Robert Allen Rutland (1981, 1987, 1990). Weitere Biographien neueren Datums stammen von Gary Wills (2002) und Noah Feldman (2017). Madisons Rolle in der Gründung der Vereinigten Staaten analysieren Lance Banning (1995) und Gary Rosen (1999); mit seiner politischen Philosophie befassen sich Garrett Ward Sheldon (2001), Colleen A. Sheehan (2009, 2015) und Jeremy D. Bailey (2015). Madisons Außenpolitik wird bei J. C. A. Stagg (2009) näher beleuchtet.
Madison leistete einen der größten Beiträge zur Gründung der Vereinigten Staaten und ging als „Vater der amerikanischen Verfassung“ in die Geschichte ein. Deren Fortbestehen trieb ihn bis zu seinem Tod politisch an. Als Delegierter im Kontinentalkongress gewann er laut Ketcham den Eindruck, dass provinzielle Kräfte dem im Wege stünden. Im Gegensatz zu den Anti-Föderalisten baute er auf dem Gedanken auf, weisen Männern die Macht im Staate anzuvertrauen. Dadurch vermeide man Chaos und politische Handlungsunfähigkeit, die wiederum die Freiheit der Bevölkerung einschränkten. Beim Verfassungskonvent war er der Delegierte mit dem klarsten Verständnis der Natur der neuen Verfassung und spielte die größte Rolle in ihrer Kreation. Sein Ziel war ein Regierungssystem, in dem eine starke Bundesregierung die Rechte und die Freiheit der Regierten schützt. Dessen 250 Jahre langer Fortbestand habe seinen Erfolg bewiesen. Gleichermaßen kann man Madison den „Vater der Bill of Rights“ nennen, für die er laut Paul Finkelman einen wohlverdienten Platz in der Geschichte der Bürgerrechte bekleidet. Der Historiker Gordon S. Wood urteilt, dass Madisons Dienst im virginischen Abgeordnetenhaus ihn überzeugt habe, dass bei den Abgeordneten der State Legislatures nicht die notwendige Kompetenz zur Staatsführung vorhanden sei. Besonders die Arbeit der „mittleren Arten“ (englisch middling sorts), die im Zuge der Revolution immer mehr in die Legislativen einzogen, habe ihn empört. Diese verstanden sich nämlich öfters klar als Interessenvertreter und behinderten das Reformprogramm der Aufklärer-„Gentlemen“ Madison und Jefferson. Deshalb sei eine stärkere Nationalregierung vonnöten, die die einzelnen Bundesstaaten kontrollieren könne. Die Nationalregierung wäre weniger von solchen Interessenvertretern betroffen, da sie in einer großen Republik keine Mehrheit finden könnten (vgl. Federalist-Artikel Nr. 10). McCoy betont Madisons Vorstellung, dass die Gründung der Vereinigten Staaten als erste moderne Republik ein Wendepunkt in der Menschheitsgeschichte darstelle. Dies verursachte wiederum in anderen Ländern republikanische Revolutionen, beispielsweise die Südamerikanischen Unabhängigkeitskriege. Seine eigene Verfassungsauslegung war dabei stets sehr strikt, um die Absichten der Mitglieder des Verfassungskonventes beizubehalten. Als Präsident versuchte er folglich wie Jefferson, seinem Amt und der Bundesregierung Grenzen zu setzen und den „agrarisch-egalitären Charakter der amerikanischen Gesellschaft“ zu wahren.
Diese Präsidentschaft wird jedoch als weniger brillant als seine vorherige Karriere angesehen – McCoy beschreibt eine „klare Ungeeignetheit“ (englisch colossal ineptitude) für das Amt. Geprägt wurde sie vom heute in der amerikanischen Öffentlichkeit weniger bekannten Krieg von 1812. Mit dessen Kriegsgrund setzen sich viele Historiker auseinander. Wills führt als Gründe Madisons Naivität und Provinzialismus an, die dazu führten, dass er die Rolle der Vereinigten Staaten in der Globalpolitik überschätzte und Friedenschancen ignorierte. Bestimmte außenpolitische Richtlinien der Republikaner waren laut Ketcham nicht mit der Realität der Napoleonischen Kriege vereinbar. Besonders Madisons strenger Glauben an die Effektivität des Völkerrechts darin, neutralen Nationen Schutz zu bieten, paralysierte die ersten beiden Jahre seiner Präsidentschaft mit ineffektiven Embargos. Stagg meint, dass es Madison zu sehr an Rückhalt in der eigenen Partei gefehlt habe, als dass er eine klare Außenpolitik durchsetzen konnte. Damit sei seine schwache innenpolitische Position einer der Kriegsgründe gewesen. Eine ältere Interpretation der Ereignisse besagt, dass viel mehr der Kongress den führungsschwachen Madison geführt habe.
Im Krieg stellte er seinen militärischen Dilettantismus zur Schau. Mehrmals verzögerten Streitigkeiten mit seinem Kabinett wichtige Regierungsentscheidungen, er war entscheidungsschwach und umgab sich besonders zu Beginn des Krieges mit unfähigen Generälen. Gelobt wird er allerdings oft dafür, als einer der wenigen Präsidenten trotz eines Krieges nicht die Bürgerrechte eingeschränkt zu haben. Trotz alledem wurde der Krieg von 1812 in den Vereinigten Staaten als Sieg verstanden. Tatsächlich hätte sie laut Willi Paul Adams ihr Kriegsziel, das Eingeständnis von der britischen Führung, dass die Vereinigten Staaten eine souveräne Macht seien, allein schon mit dem Unentschieden erreicht und sich als „handlungsfähige Nation und ernstzunehmende Ordnungsmacht auf dem amerikanischen Kontinent“ etabliert. Des Weiteren verlieh der Krieg von 1812 den Vereinigten Staaten erstmals einen Nationalcharakter, der auf gemeinsamen Ruhm basierte.
Madisons politisches Denken war von Widersprüchen und Kompromissen geprägt; er war unter anderem ein abolitionistischer Sklavenhalter, ein führender Föderalist und daraufhin ein führender Republikaner. Der Historiker Michael Kammen schrieb dazu: „James Madison [...] klang 1787–88 wie ein Nationalist, 1798–99 wie ein Befürworter der States’ rights und in den letzten dutzend Jahren seines Lebens, 1825–1836, wie eine geteilte Seele.“ (englisch James Madison [...] sounded like a nationalist in 1787–88, like an advocate of states’ rights in 1798–99, and like a divided soul during the last dozen years of his life, 1825–36.) Diese Evolution seines politischen Denkens wird als „Madison-Problem“ bezeichnet. Mehrere Publikationen haben diese Prämisse an sich kritisiert und eine Trennlinie zwischen Madison und den anderen Unterstützern der Verfassung gezogen. Madison habe nach wie vor eine kohärente Denkstruktur beibehalten. Ketcham meint, dass Madisons Opposition gegen Hamiltons Föderalismus nicht nur von seiner agrarischen Wirtschaftsvorstellung und seiner Frankophilie rührte, sondern auch von seiner Überzeugung, dass Hamiltons System zur Konzentration politischer Macht in den Händen der reichen, merkantilen Elite der Nordstaaten führte. Diese Finanz-Aristokratie, die Hamilton mit seinen Maßnahmen an die Regierung binden wollte, würde laut Madison zu einer Art Prätorianergarde werden, zugleich Mittel und Vormund der Regierung. Hamiltons Konzept einer mächtigen, energetischen Exekutive, die nicht klar von der Verfassung gebunden wurde und eine Übermacht über die Legislative hatte, gefährdete in Madisons Augen die Republik genauso sehr wie die Ohnmacht der Konföderation. Kurzum repräsentierte Hamilton für ihn dieselbe britische Korruption, die man schon 1776 bekämpft hatte. In der Presse führte dies schließlich zur Dämonisierung der politischen Gegenseite, sodass die nationale Verbundenheit von 1789 verschwand und Madison die Rolle als Parteichef und Oppositionsführer akzeptierte. Feldman fügt hinzu, dass Madison und Hamilton unterschiedliche Regierungsgrundsätze hatten: Madison glaubte, dass die neue Verfassung das einzige Mittel zur Stärkung der Bundesregierung sei, während Hamilton versuchte, die Unterstützung der Finanzwelt für die Bundesregierung zu sichern.
Als Außenminister und Präsident musste er wiederum einige seiner republikanischen Standpunkte aufgeben, sowohl in der Finanz- als auch in der Außenpolitik. Laut Ketcham hätten Madison und Jefferson dies aus Pragmatismus getan; Handlungen wie der Kauf von Louisiana seien notwendig gewesen, um eine republikanische Nation zu errichten. McCoy fügt hinzu, dass Madison später in der Nullifikationskrise wie zu Zeiten der Konföderation gegen eine erneute Schwächung der Nationalregierung agierte. Dadurch, dass Madison dabei Teile des Föderalismus übernahm, nahm er Wills zufolge unterbewusst die Modernität an. Während die Föderalisten noch an veralteten Religions- und Klassenkonzeptionen festhielten, war Madisons Amerika meritokratischer, säkular und technologisch fortschrittlicher. Sowohl die militärische als auch die politische Führung wurden im Krieg von 1812 reformiert und egalitärer gemacht. Des Weiteren zentralisierte der Krieg die Vereinigten Staaten und führte zu einer größeren Verbundenheit zwischen den einzelnen Bundesstaaten. Später bereiteten diese Veränderungen dem „people’s president“, Andrew Jackson, und der Jacksonian Democracy den Weg. Zwar sah Madison diese Entwicklung weder voraus, noch wünschte er sich sie, doch ebnete er den Weg zur Modernität und sicherte den Fortbestand der Verfassung in ihr.

### Presidential Greatness Project Expert Survey
Im »Presidential Greatness Project Expert Survey«, einer parteiübergreifenden Befragung von US-amerikanischen Wissenschaftlern zu den Leistungen aller bisherigen US-Präsidenten aus dem Jahr 2024, belegte Madison Platz 11 (von derzeit, im Jahr der Befragung, 45 Präsidenten).

### Namensgebungen
Im heutigen Amerika erinnern einige nach ihm benannte Orte an Madison. Neben 20 Madison Countys wurden viele Städte, vor allem Wisconsins Hauptstadt Madison, die Madison Avenue, der Madison Square, der Madison Square Garden, das James Madison Memorial Building des Library of Congress, die James Madison University, der Madison River und die Madison Range nach ihm benannt. Des Weiteren tragen einige Schiffe wie das U-Boot USS James Madison seinen Namen.